# Tirana
Tirana (in albanese: Tirana, pronuncia AFI: [tiˈɹaːnə]; localmente detta Tirona) è la capitale e maggiore città dell'Albania. Comune capoluogo della prefettura omonima, è la città più grande per area e popolazione della Repubblica d'Albania. La sua estensione territoriale la rende uno dei comuni più estesi d'Europa.
Situata geograficamente al centro del Paese, circa 35 km a est di Durazzo e circa 40 km a nord-ovest di Elbasan, sorge in una valle racchiusa da montagne e colline (Monte Dajt a est, le colline di Kërrabë e Sauk al sud, le colline Vaqarr e Yzberisht a ovest e Kamzë a nord). È attraversata da due fiumi (il Tirana e il Lana) ed è affiancata da diversi laghi (lago di Tirana, Thatë, Farkë e Paskuqani) e da una riserva naturale nazionale (parku i madh).
Fiorì come città nel 1614, ma la regione che oggi corrisponde al suo territorio è stata abitata ininterrottamente dall'età del ferro. L'area era popolata dagli Illiri ed era molto probabilmente il nucleo del Regno illirico dei Taulanti, che nell'antichità classica era centrato nell'entroterra di Epidamno. In seguito alle guerre illiriche fu annessa a Roma e divenne parte integrante dell'Impero romano. Il patrimonio di quel periodo è ancora evidente e rappresentato dai "mosaici di Tirana". Successivamente, nel V e VI secolo, intorno a questo sito fu costruita una basilica paleocristiana. Dopo la divisione dell'Impero romano in Oriente e Occidente nel IV secolo, il successore Impero bizantino prese il controllo della maggior parte del Principato di Arbanon e del Despotato d'Epiro e costruì il Castello di Petrelë durante il regno di Giustiniano I. Rispetto ad altre città albanesi era abbastanza irrilevante fino al XX secolo, quando il Congresso di Lushnjë la proclamò capitale d'Albania (1920), in seguito alla dichiarazione di indipendenza albanese dai turco-ottomani nel 1912.
È la sede del potere del governo albanese, con le residenze ufficiali del presidente e del primo ministro albanese e del parlamento albanese. La città è oggi il principale centro economico, finanziario, politico e commerciale, nonché culturale e religioso d'Albania, sede di istituzioni pubbliche e dell'università, e grazie alla sua posizione nel centro del paese, snodo di trasporti e traffici, e al suo moderno trasporto aereo, vicino ai poli marittimi, ferroviari e stradali, è in progressiva crescita urbana.
È stata insignita dei titoli di Capitale europea della gioventù per il 2022 e di Capitale mediterranea della cultura e del dialogo per il 2025.

## Geografia fisica

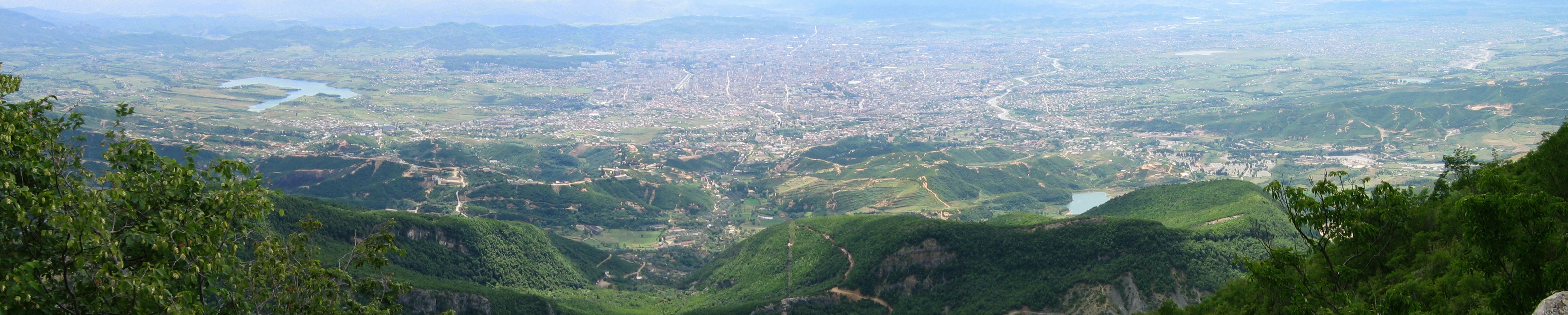
Panorama della città di Tirana

Estesa su un'ampia pianura al centro dell'Albania, con il monte Dajt che si eleva a est e una valle a nord-ovest che si affaccia sul mare Adriatico in lontananza, è contornata da diversi laghi artificiali.

### Territorio

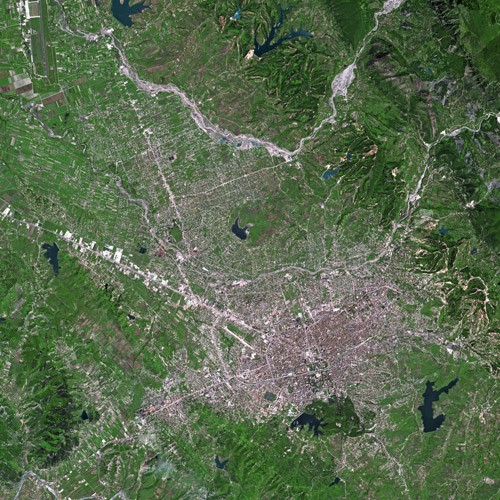
Tirana dal Satellite

Il Comune di Tirana si trova a (41,33 ° N, 19,82 ° E) nell'omonimo distretto. L'altitudine media di Tirana è 110 metri (361 piedi) sul livello del mare mentre il punto più alto è a 1828 m (5,997.38 ft) sulla sommità del Gropà Mali.
La città è sullo stesso parallelo di Barletta, Barcellona e Istanbul e sullo stesso meridiano di Budapest e Cracovia.
Ricca d'acqua, è situata in una pianura fertile. Bagnata dal fiume di Tirana (lumi i Tiranës), il cui affluente Lana attraversa il centro abitato e affiancata nella zona sud dal fiume Erzen.
La comune comprende anche diversi laghi artificiali: il lago artificiale di Tirana, intorno al quale fu costruito il Grande Parco, il lago di Farka, di Bovilla, di Allgjate, di Kus, di Kashar e di Vaqarr.

### Clima

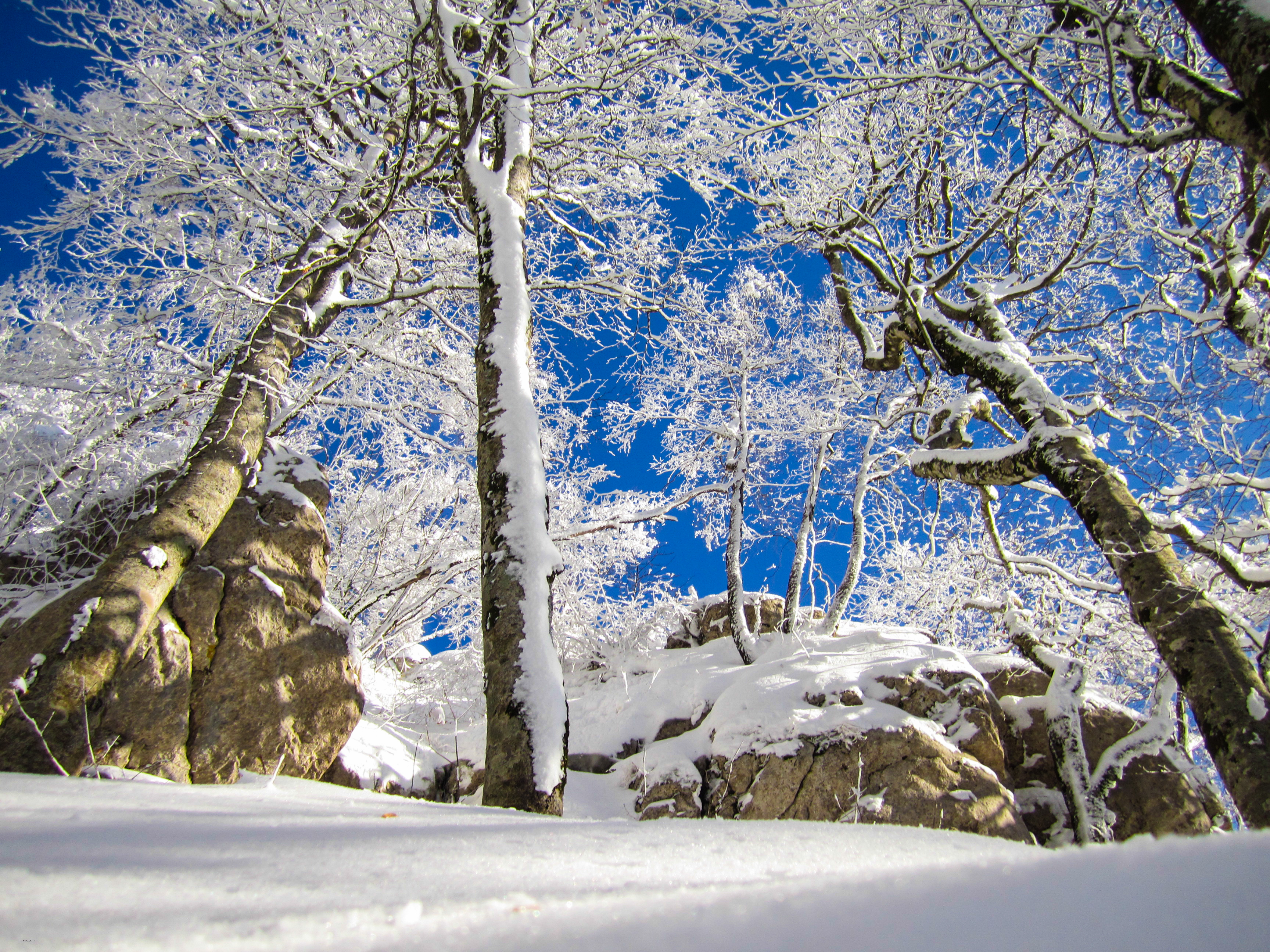
Neve al Parco nazionale del monte Dajt

Il clima di Tirana è temperato, con estati calde e inverni freschi e umidi. Grazie alla sua posizione nella pianura di Tirana e alla vicinanza al Mar Mediterraneo, la città è particolarmente influenzata da un clima stagionale mediterraneo. È tra le città più piovose e soleggiate d'Europa, con 2.544 ore di sole all'anno.
| Tirana                             | Mesi | Mesi | Mesi | Mesi | Mesi | Mesi | Mesi | Mesi | Mesi | Mesi | Mesi | Mesi | Stagioni | Stagioni | Stagioni | Stagioni | Anno  |
| Tirana                             | Gen  | Feb  | Mar  | Apr  | Mag  | Giu  | Lug  | Ago  | Set  | Ott  | Nov  | Dic  | Inv      | Pri      | Est      | Aut      | Anno  |
| ---------------------------------- | ---- | ---- | ---- | ---- | ---- | ---- | ---- | ---- | ---- | ---- | ---- | ---- | -------- | -------- | -------- | -------- | ----- |
| T. max. media (°C)                 | 12   | 12   | 15   | 18   | 23   | 28   | 31   | 31   | 27   | 23   | 17   | 14   | 12,7     | 18,7     | 30       | 22,3     | 20,9  |
| T. min. media (°C)                 | 2    | 2    | 5    | 8    | 12   | 16   | 17   | 17   | 14   | 10   | 8    | 5    | 3        | 8,3      | 16,7     | 10,7     | 9,7   |
| T. max. assoluta (°C)              | 19   | 22   | 26   | 28   | 33   | 37   | 38   | 40   | 35   | 31   | 25   | 22   | 22       | 33       | 40       | 35       | 40    |
| T. min. assoluta (°C)              | −11  | −7   | −4   | −1   | 3    | 6    | 11   | 10   | 5    | −1   | −3   | −7   | −11      | −4       | 6        | −3       | −11   |
| Precipitazioni (mm)                | 135  | 152  | 128  | 117  | 122  | 86   | 32   | 32   | 60   | 105  | 211  | 173  | 460      | 367      | 150      | 376      | 1 353 |
| Eliofania assoluta (ore al giorno) | 4    | 4    | 5    | 7    | 8    | 10   | 11   | 11   | 9    | 7    | 3    | 2    | 3,3      | 6,7      | 10,7     | 6,3      | 6,8   |

## Origini del nome
Sull'origine del nome Tirana sono state formulate diverse ipotesi: il nome potrebbe derivare: probabilmente anche dal latino "Theranda", o "Tiraneum"; oppure dal nome dal castello di "Tirkan" situato sul vicino monte Dajti, costruita dall'imperatore bizantino Giustiniano I e restaurata da Ahmed Pasha Toptani nel XVIII secolo.
Tirana è menzionata nei documenti veneziani nel 1418, un anno dopo la conquista ottomana dell'area: "[...] il residente Pjeter, figlio del defunto Domenik del villaggio di Tirana [...]". Nel 1510 Marin Barleti, un prete e studioso cattolico albanese, nella biografia dell'eroe nazionale albanese Giorgio Castriota Scanderbeg, Historia de vita et gestis Scanderbegi Epirotarum principis (La storia della vita e delle gesta di Skanderbeg, il principe degli Epiroti), ha indicato questa zona come un piccolo villaggio, distinguendo tra "Piccola Tirana" e "Grande Tirana ". Successivamente viene menzionato nel 1572 come Borgo di Tirana.
Tirana possiede anche l'appellativo di "Capitale degli Albanesi" (Kryeqyteti i Shqiptareve), intesa come capitale simbolica di tutti gli albanesi dei Balcani e della diaspora.

## Storia

### Età antica

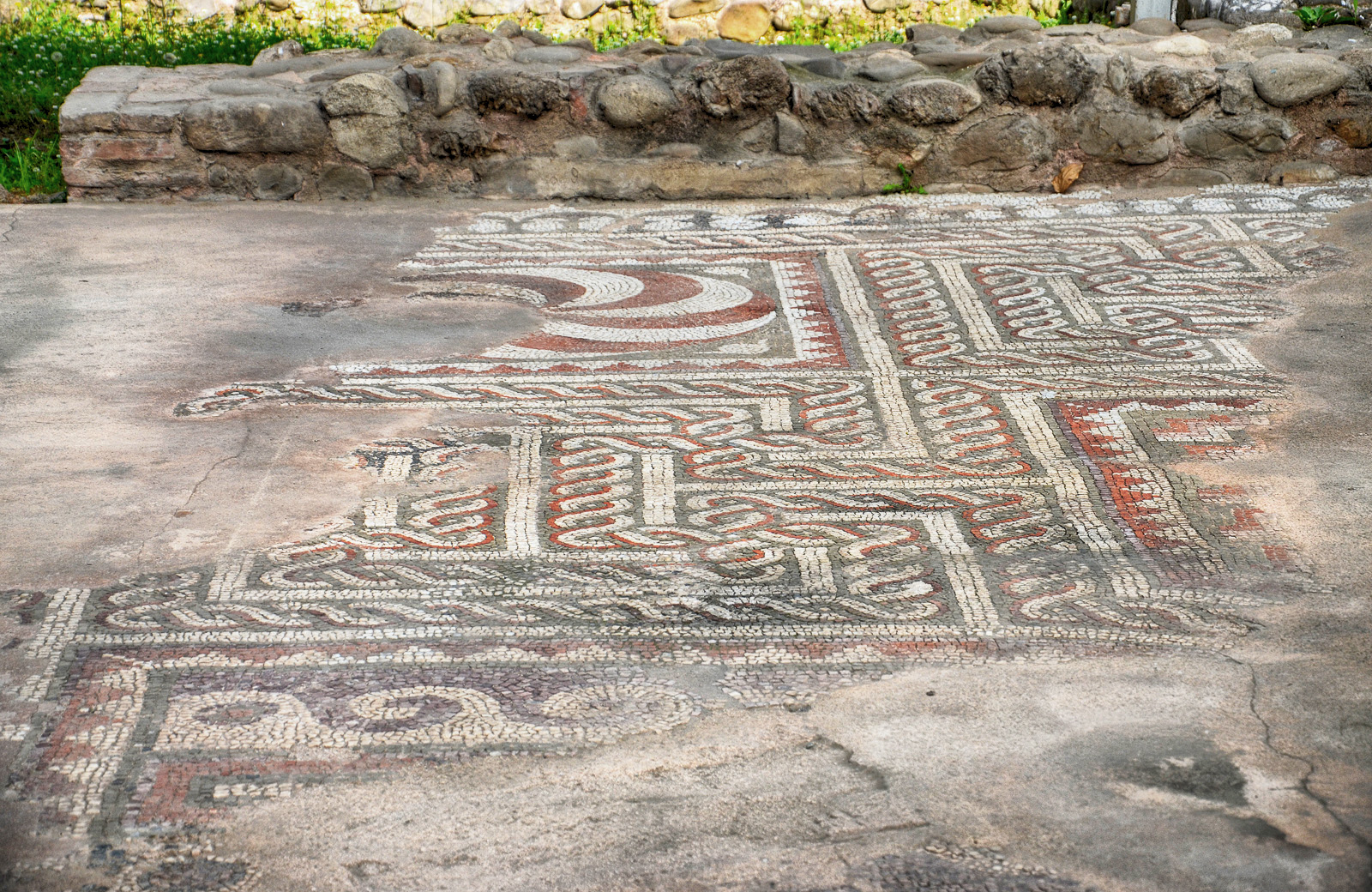
Antichi mosaici di Tirana del III secolo

La città di Tirana, priva di un glorioso passato storico rispetto alle altre città albanesi, porta fino ai giorni nostri delle presenze dei resti archeologici di modesta grandezza che risalgono al VI secolo.
Un primo nucleo abitativo nella zona di Tirana risale al periodo romano; lo provano i resti di una villa romana dentro le quali è stato scoperto il mosaico di Tirana.

### Età medievale

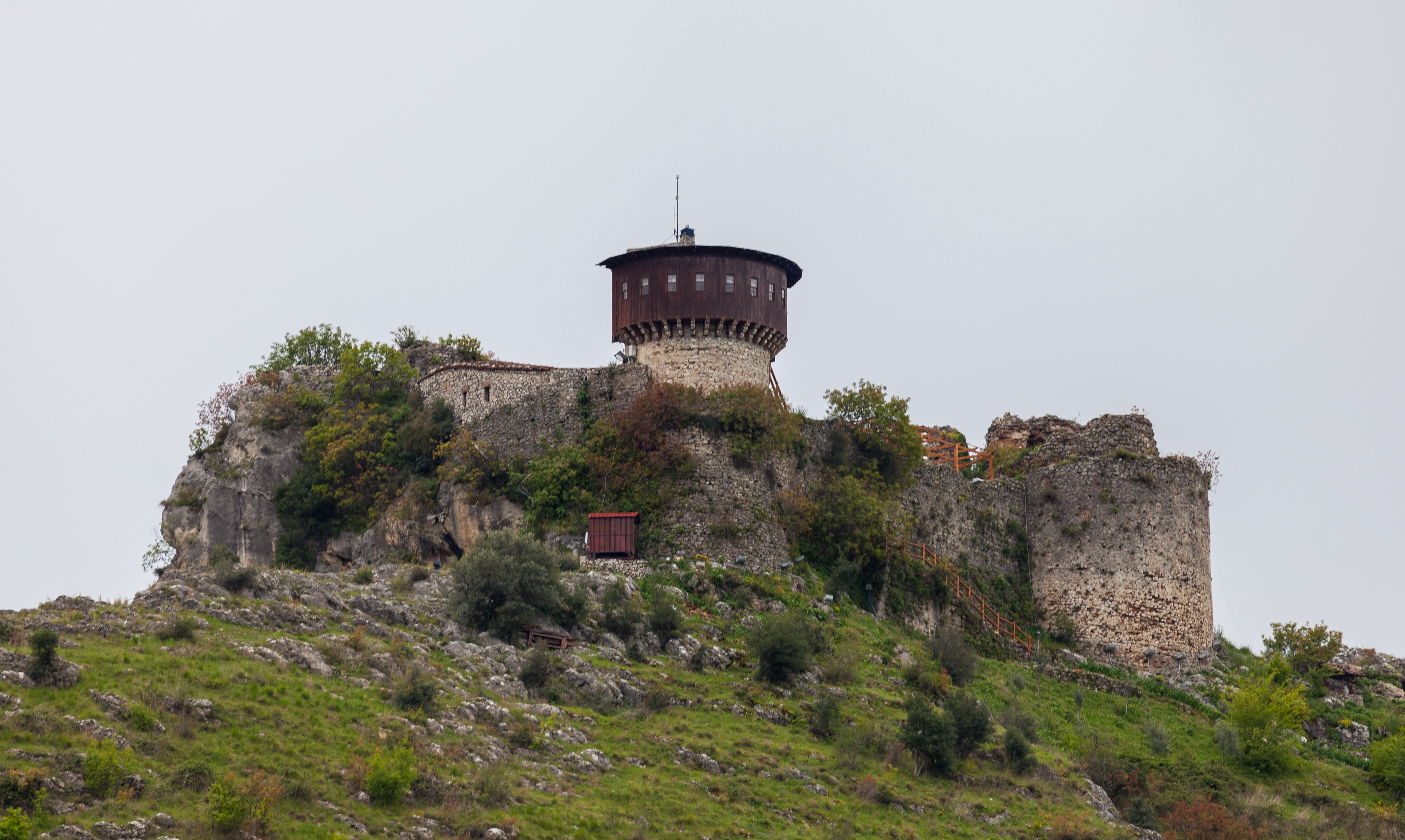
Castello di Petrelë, costruito nel VI secolo da Giustiniano I

Del periodo bizantino si possono invece vedere alcuni resti archeologici in diversi siti, tra cui la Fortezza di Giustiniano e il Castello del Palazzo dei Pionieri (Pallati i pioniereve, residenza della famiglia Zog, regnante sull'Albania dal 1924 al 1939).
Occupata nel XV secolo dall'Impero turco-ottomano, nella prima registrazione ottomana nel 1431-1432 aveva solo 2028 case e 7 300 abitanti: era un piccolo paese senza importanza strategica sorto sulle rovine romane e bizantine distrutte durante le varie invasioni barbare e slave.

### Età moderna
La fondazione ufficiale della città è del 1614 quando Sulejman Bargjini, un albanese musulmano, costruì una moschea, un hammam e un han (una locanda) creando le basi di Tirana. Negli anni successivi, attorno a questo complesso, la città cominciò ad espandersi spontaneamente secondo i principi della città musulmana ottomana.
Tirana rimase un centro prevalentemente agricolo, e grazie ai primi commerci, divenne un centro dedito all'artigianato e soprattutto all'esportazione del tabacco e dell'olio d'oliva. La sua popolazione aumentò nei successivi due secoli, rimanendo tuttavia stabile. Inoltre, divenne un importante centro religioso (specialmente per i bektashi e altre confraternite sufi).

### Età contemporanea

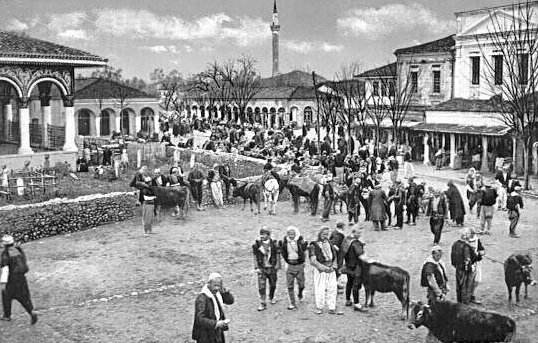
Tirana agli inizi del XX secolo

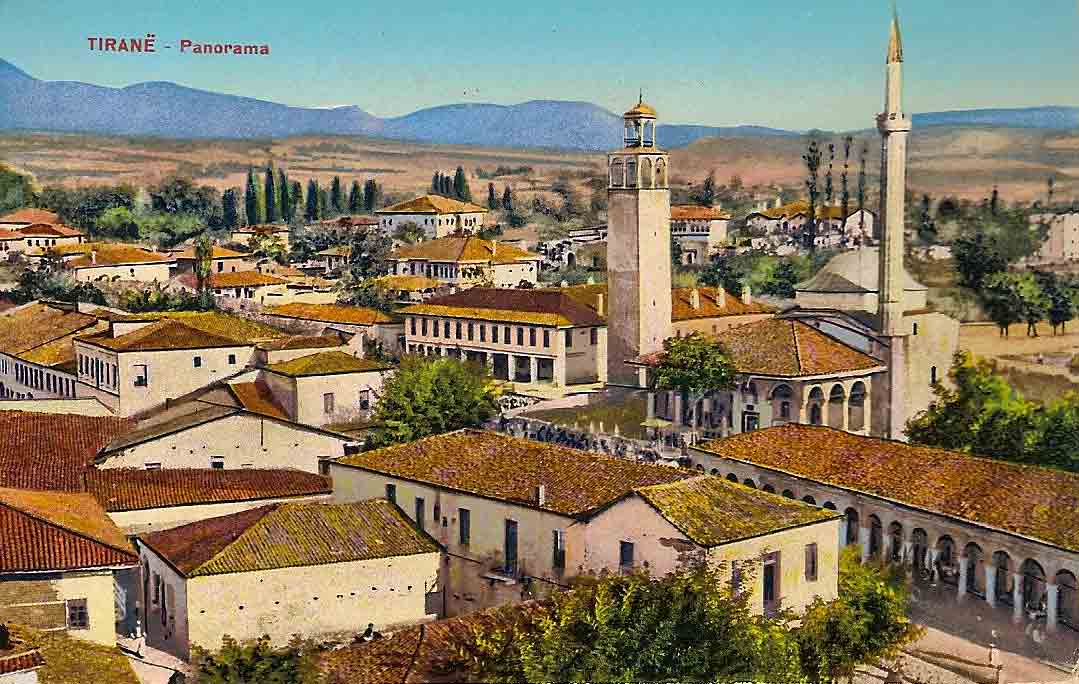
Panorama di Tirana, prima metà del XX secolo

Nel 1820 fu eretto l'edificio distintivo della città, la Torre dell’Orologio.
Dopo la liberazione della dominazione turca (1912) crebbe ancora di importanza per la sua centralità e la disponibilità di grandi spazi per gli edifici pubblici.
Durante il Congresso di Lushnjë del gennaio 1920, la scelta di compromesso tra il nord e il sud del paese stabilì un governo provvisorio il quale decretò Tirana come capitale temporanea dell’Albania.
Nel 1921 venne fondata dalla Croce Rossa americana l'American Vocational School.
Dopo la sua salita a capo del governo albanese nel 1925, Ahmed Zog decise di mantenere Tirana come la capitale dello Stato albanese, quando il potere centrale si rese conto che era più facile controllare il paese dal centro invece che dalla città di Durazzo o Scutari, situate sulla costa e quindi molto più vulnerabili. Con una posizione geografica perfetta, in un incrocio di strade nord-sud e est-ovest, non molto lontano dal porto di Durazzo a ovest, Tirana sembrò in quel momento il luogo adatto per ospitare le strutture governative del nuovo stato. 

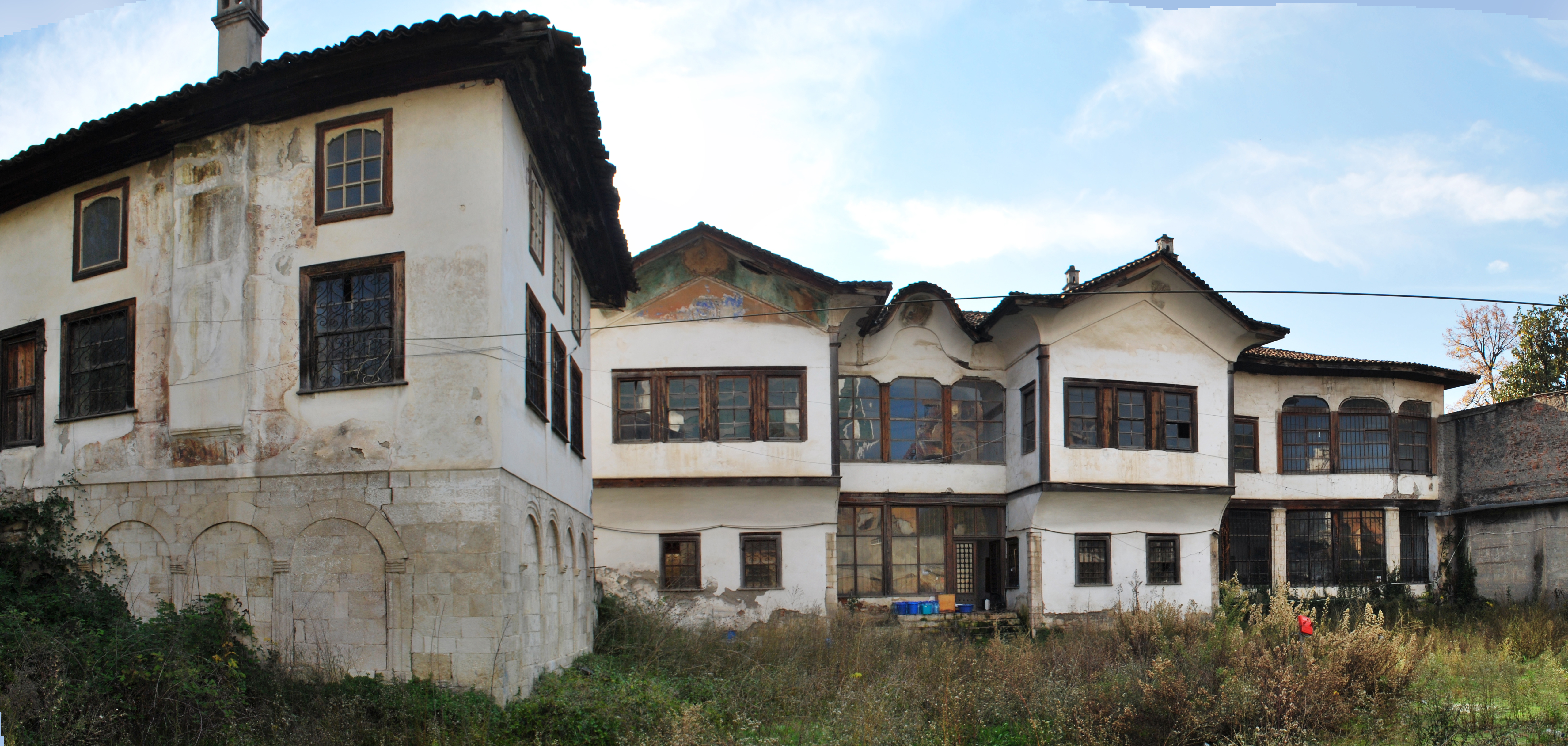
Storiche case in stile Ottomano

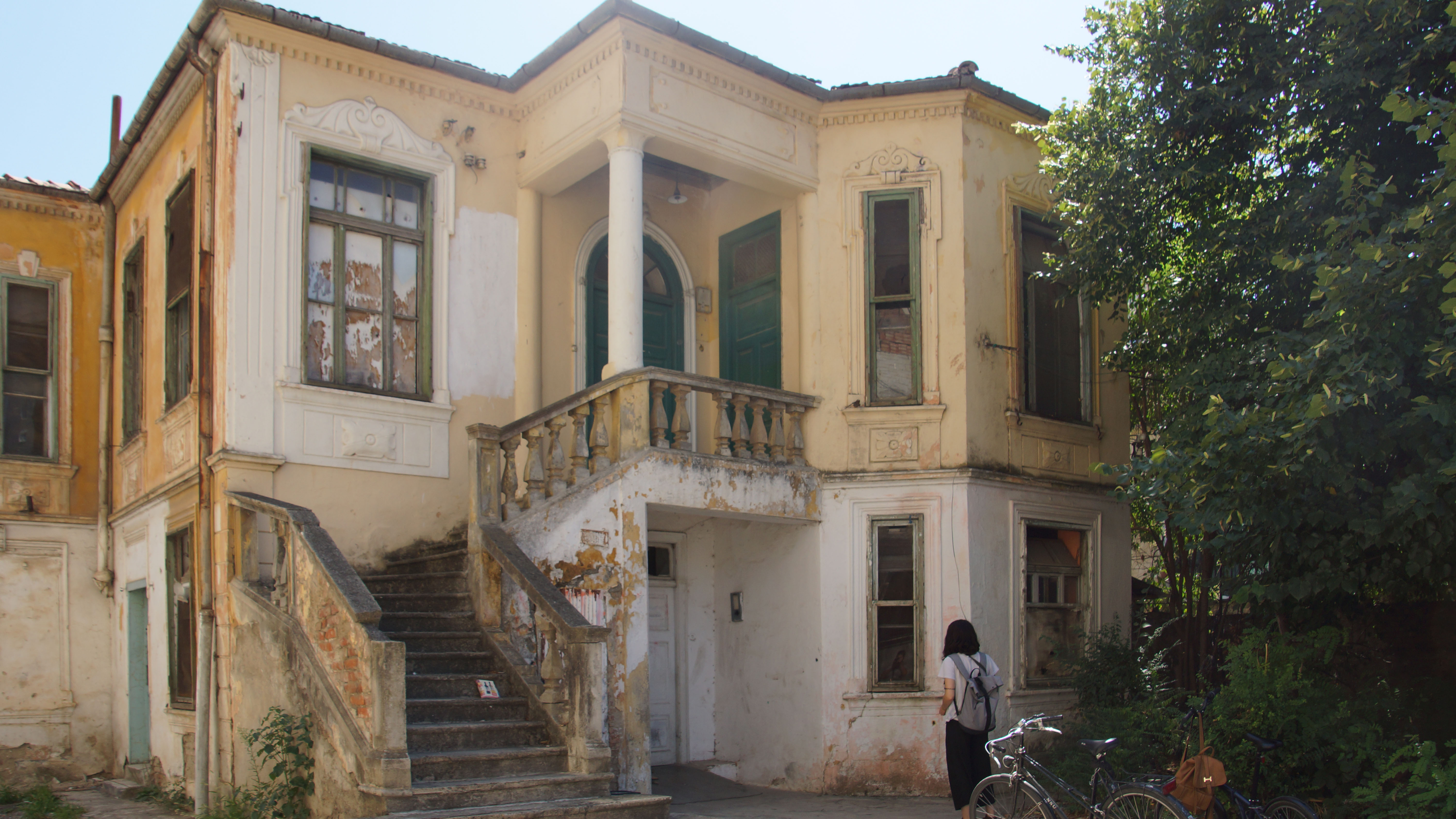
Villa in stile Liberty nel centro storico di Tirana

La popolazione della città, stimata a soli 12 000 abitanti nel 1910, salì a 30.000 nel censimento del 1930 e a 60.000 nel 1945, nonostante l'occupazione straniera e la guerra.
Durante la seconda guerra mondiale, dopo l'occupazione dell'Albania da parte prima delle truppe italiane e poi tedesche, Tirana divenne il fulcro della resistenza. Appena due anni dopo la liberazione del paese dagli eserciti delle potenze dell'Asse, nel 1944, il paese fu dichiarato repubblica popolare socialista. Nel novembre 1944 vi si insediò il governo comunista di Enver Hoxha. Da quel momento in poi, gran parte dello sviluppo della città è legato all'influenza dell'Unione Sovietica prima e della Cina dopo, fino al crollo dello stato comunista nel 1991.
Durante gli anni cinquanta Tirana sperimentò un periodo di rapida crescita di urbanizzazione industriale, che portò gli abitanti a 137.000 nel 1960. Alla fine degli anni novanta Tirana ebbe la sua crescita più rapida, quando molti albanesi dal nord e dal sud si spostarono nella capitale per cercare una vita migliore.

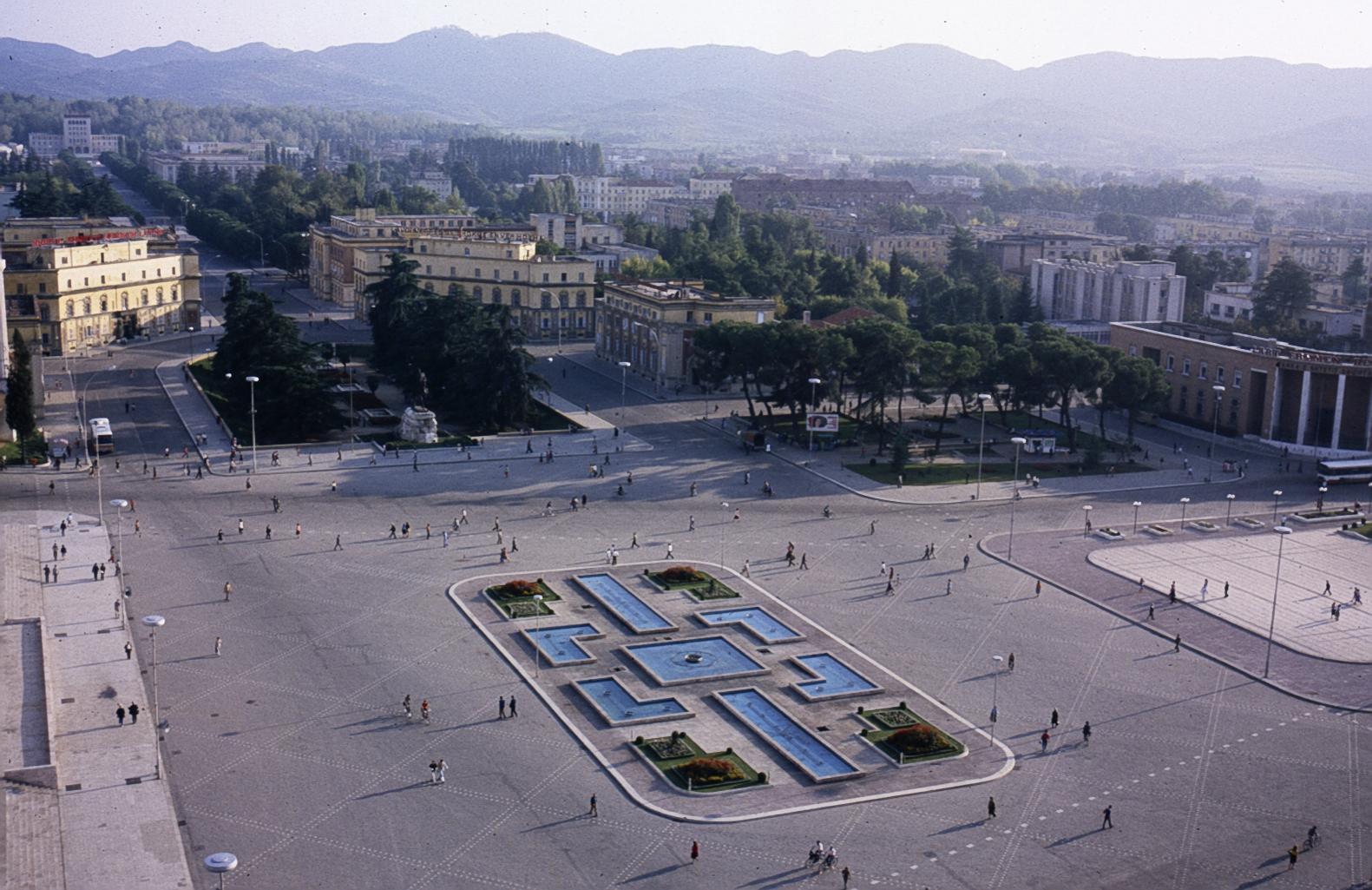
La piazza Skanderbeg nel 1988, due anni prima della caduta del comunismo in Albania

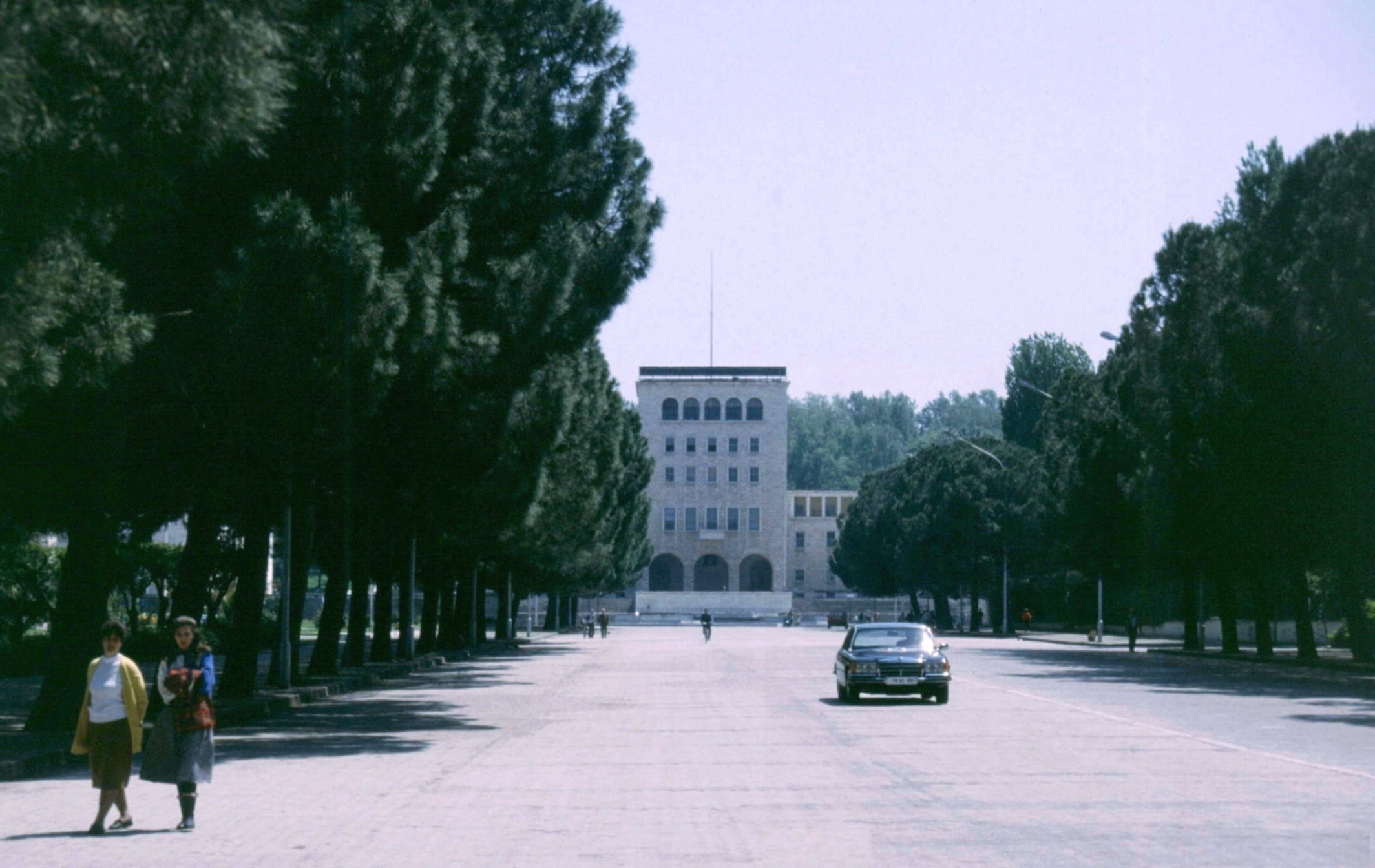
Il viale dei Martiri della Nazione di Tirana nel 1991 con sullo sfondo l'ex casa del Fascio.

Oggi, dopo la caduta della Repubblica Popolare Socialista d'Albania, la città sta vivendo un periodo di progressivo sviluppo economico, sociale e urbanistico, con l'edificazione e la sistemazione monumentale di parchi, edifici, compresa la ricostruzione degli edifici religiosi distrutti durante le varie guerre e sotto il regime comunista.
Negli ultimi anni l'inquinamento è diventato un grosso problema per Tirana, poiché il numero di automezzi è cresciuto notevolmente. Si tratta per la maggior parte di vecchie auto diesel fuori dalle norme UE, che inquinano molto di più dei modelli in circolazione nel resto d'Europa. In aggiunta, il carburante importato dalla Grecia e dalla Turchia, usato in Albania contiene maggiori quantità di zolfo e piombo, rispetto a quanto consentito dai regolamenti nei paesi UE. 

Tirana ha subito radicali cambiamenti dall'inizio del XXI secolo. La capitale ha visto il miglioramento delle sue infrastrutture, in concomitanza con la considerevole opera di bitumazione e risistemazione del manto stradale in molte zone della città.
La Tirana attuale conserva solo in minima parte l'originale immagine medievale del periodo bizantino. L'impressione è di una città occidentale con rimanenze della lunga dominazione ottomana, la commistione con eleganti edifici che richiamano l'architettura austro-ungarica e italiana della fine dell'Ottocento e gli inizi del Novecento e residui d'arte del realismo socialista, affiancati da una contemporanea fioritura di edifici moderni.
Sono state create numerose aree verdi che, con la demolizione di molte costruzioni abusive, contribuiscono a un netto miglioramento dell'estetica della città. Inoltre a partire dal 2000 sono stati costruiti molti edifici sia residenziali che statali che hanno migliorato lo skyline della città. Nel nuovo piano regolatore di Tirana sono inclusi diversi interventi che modificheranno la capitale. Alcuni di essi sono già in atto e prevedono la riqualificazione della piazza Giorgio Castriota Scanderbeg, la ricostruzione degli edifici religiosi cristiani cattolici e ortodossi distrutti durante il regime comunista, la zona del lago artificiale e la cosiddetta "Priority Zone".

### Simboli

Stemma del Comune

La descrizione dello stemma del Comune di Tirana è contenuta nel primo articolo dello statuto comunale:
Lo stemma del Comune di Tirana è stato approvato con delibera del Consiglio comunale n. 215, il 14 novembre 2000.

## Monumenti e luoghi d'interesse

Panorama dell'area metropolitana di Tirana dal lago artificiale omonimo

La città di Tirana ha un tessuto urbano fortemente stratificato, in cui permangono tracce consistenti della sua storia che restituiscono una sua precisa identità. I piani per la sua trasformazione in capitale si sono sovrapposti dialetticamente alla città preesistente, segnandola fortemente con una nuova direzione di sviluppo, ma non cancellando gli elementi della sua struttura urbana.
Hanno segnato particolarmente la città gli interventi di trasformazione avvenuti fra il 1923 e il 1945, quando si costituisce in essa la nuova capitale. Questi interventi si affiancarono alla cittadina storica, di impianto medievale e oriental-ottomano, fatta di spazi intimi e raccolti, di giardini verdi, di rovine medievali (fortezza, chiesa ecc.), moschee, mercati e strade senza uscita. L'identità di Tirana si misura quindi sulla sua immagine europea, data dall'architettura italiana, che ha gettato le basi sulla città capitale e si riconosce per l'impianto monumentale. L'utopia comunista ha lasciato il segno, soprattutto nella costruzione popolare di case, corti e spazi pubblici.
L'attuale architettura, velocemente in divenire, sta reinventando la sua struttura urbana, a volte a discapito del preesistente (cfr. Teatro Nazionale Albanese demolito, caratteristiche antiche case distrutte per la realizzazione di palazzi a più piani, la Torre dell'Orologio circondata da grattacieli, e così via).
Tirana è sede di siti storici situati sia nel centro storico che fuori da esso. Tra i più importanti si possono menzionare:
nei pressi della città
- il Castello di Tirana (Kalaja e Tiranës), dell'epoca bizantina-medievale
- il Castello di Prezë (Kalaja e Prezës), dell'epoca medievale
- il Castello di Petrelë (Kalaja e Petrelës), dell'epoca medievale

in città
- il Ponte dei Conciatori (Ura e Tabakëve), dell'epoca ottomana
- La Torre dell'Orologio (Kulla e Sahatit), costruita tra il 1821 e il 1830.

Tirana ha 8 biblioteche pubbliche, 5 musei e 56 monumenti culturali.
Tra le biblioteche la principale si trova nel Palazzo della Cultura di Tirana ed è la Biblioteca nazionale albanese con oltre un milione tra volumi e altri materiali.
La città è sede dell'Università di Tirana, fondata nel 1957, in piazza Madre Teresa, e di molti edifici governativi e culturali, come l'Accademia delle Scienze Albanese, l'Istituto di Ricerca, l'Accademia delle Arti, l'Università dell'Agricoltura, l'Accademia Militare, l'Istituto del Ministero degli Interni, l'Assemblea del Popolo e l'Alta Corte Costituzionale. Oltre ai musei, che offrono uno spaccato importante dell'Albania, ci sono interessanti chiese e monumenti che testimoniano la storia della città.

### Architetture religiose

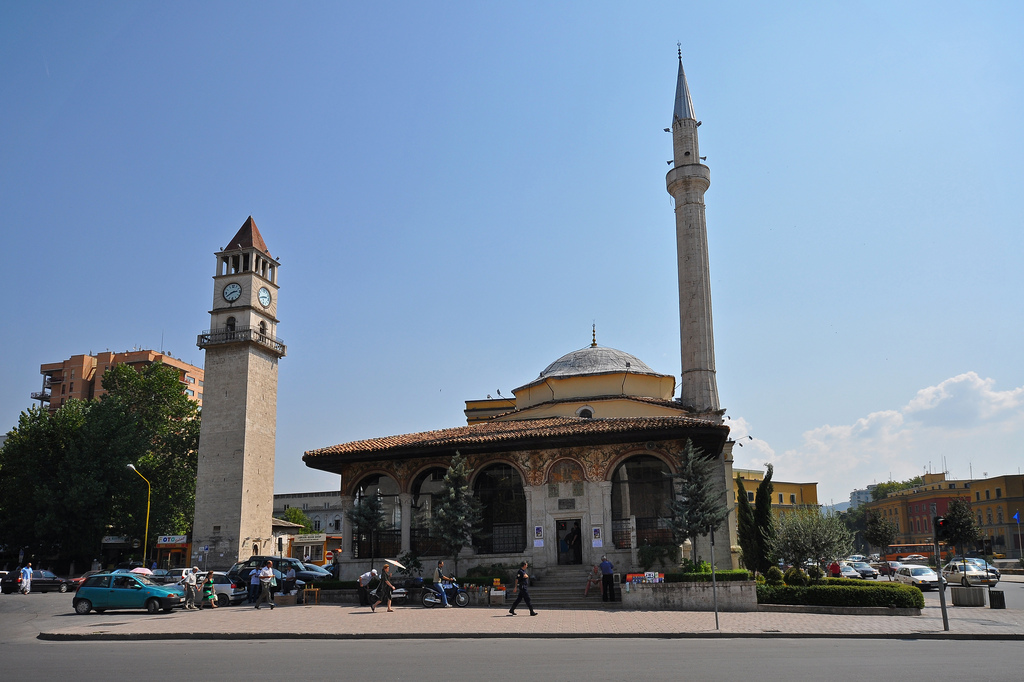
La Torre dell'Orologio e la Moschea Ethem Bey

La Chiesa cattolica del Sacro Cuore di Gesù

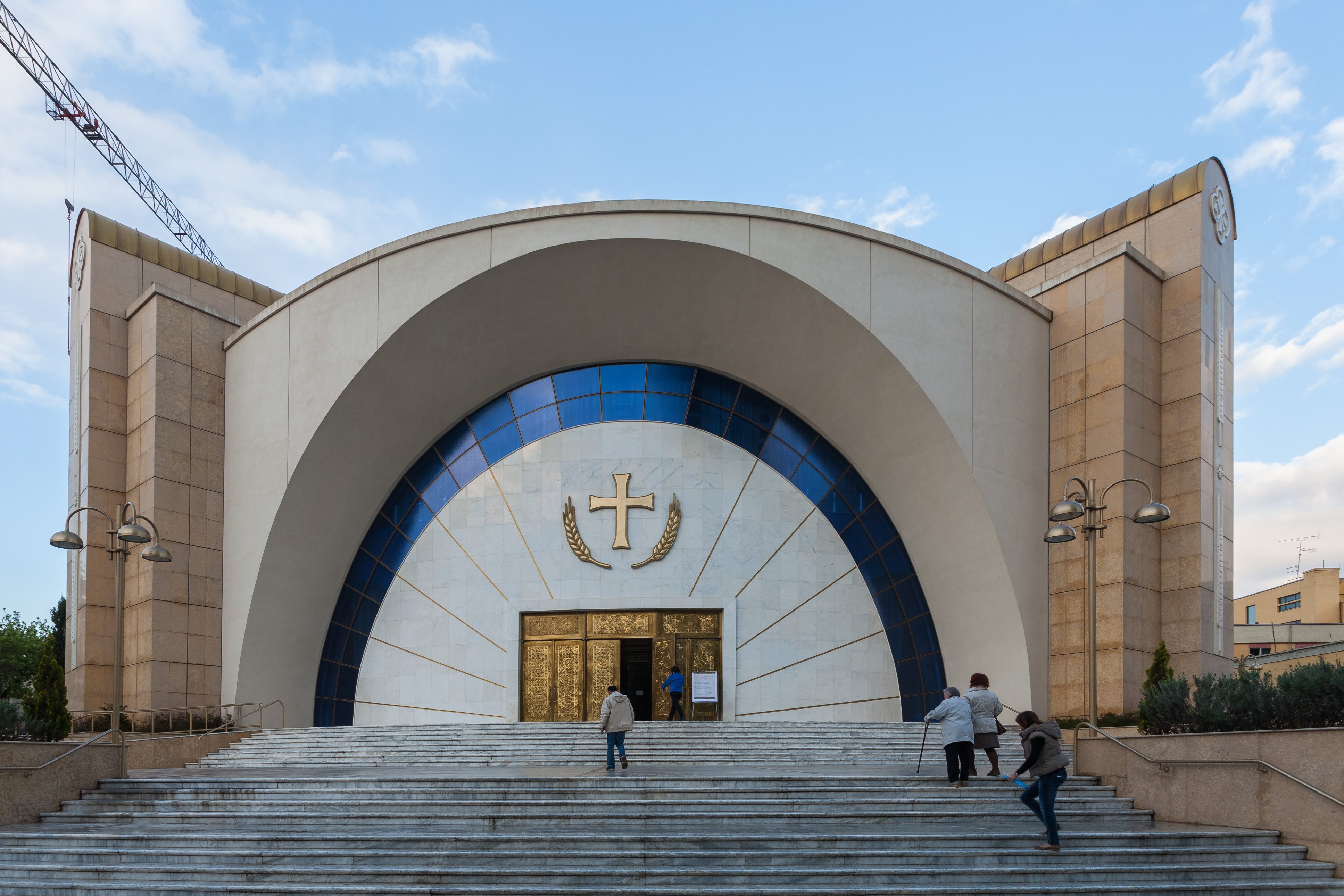
La Cattedrale ortodossa della Resurrezione di Cristo

I luoghi di culto della città comprendono chiese (cattoliche e ortodosse) e moschee, risalenti al periodo medievale-bizantino e alla dominazione ottomana. Diversi luoghi di culto, specialmente cristiani, sono stati distrutti durante il regime comunista e ricostruiti recentemente. Per citarne alcuni:
Chiese cattoliche
- Chiesa di Kroit (Kisha e Kroit të Shën Gjinit), dell'epoca bizantina, già cattolica di rito bizantino, resistita sia alla dominazione turca e che al regime dittatoriale;
- Chiesa cattolica del Sacro Cuore di Gesù (Kisha Katolike Zemra e Krishtit), costruita nel 1939, fu chiusa dai comunisti nel 1967, anno cui in tutte le chiese d'Albania veniva stabilito il divieto delle attività religiose, e riaperta al culto nel 1991.
- Cattedrale cattolica di San Paolo (Katedralja Katolike e Shën Palit), di semplice decorazione esterna, regala degli interessanti interni con un'impressionante architettura moderna. Notevole ed emozionante il disegno sul vetro raffigurante l'albanese Madre Teresa e Papa Giovanni Paolo II. Costruita e aperta al culto nel 2001.
- Chiesa di Sant'Antonio (Kisha e Shën Antonit), ricostruita interamente negli anni 2000, è una delle cinque chiese cattoliche della capitale, il suo territorio parrocchiale comprende una porzione del centro, i quartieri residenziali, ed una sconfinata periferia abitata da persone immigrate prevalentemente dalle zone del nord Albania.

Chiese ortodosse
- Chiesa ortodossa Evangelizzazione (Kisha Orthodhokse Ungjillëzimi), nel centro della città a nord del fiume, fu riedificata nel 1964 e venne poi chiusa al culto nel 1967, anno in cui venne stabilito il divieto delle attività religiose e usata come sport club cittadino. Venne riaperta nel 1990. Sul campanile è ancora chiaramente visibile il punto in cui il foro, a forma di croce nella struttura di mattoni, era stato ricoperto.
- Cattedrale della Resurrezione di Cristo (Kryekisha Orthodhokse Ngjallja e Krishtit), complesso architettonico maestoso, è la più grande chiesa ortodossa dei Balcani. Costruita tra il 2001 e il 2012, a pochi passi dalla piazza centrale - a titolo di risarcimento per l'antica cattedrale in piazza Scanderbeg distrutta nel 1967 dal regime comunista nell'attuale luogo in cui sorge l'Hotel Tirana International - è a forma circolare sormontata da una grande cupola, ricoperta da mosaici dell'artista albanese Josif Droboniku, raffigurante il Cristo Pantocratore. Nella cattedrale è presente anche un anfiteatro, un piccolo museo, una sala presentazioni, una biblioteca e una sala per mostre.

Inoltre, sono presenti nel territorio altre chiesette antiche e in cattivo stato conservativo, risalenti al periodo bizantino. Altre chiese e cappelle rurali sono state trasformate nei secoli in moschee o luoghi di culto islamici.
Moschee
- Moschea dei Conciatori, costruita attorno al XVII secolo nel quartiere dei commercianti di pelli e degli artigiani.
- Moschea Ethem Bey, la cui costruzione venne iniziata nel 1789 da Molla Bey e completata nel 1823 dal figlio Haxhi Ethem Bey, discendente di Sulejman Pasha[13].
- Moschea Kokonozi, costruita nel 1750.
- Moschea Dine Hoxha
- Moschea Bejtyl Evel, la prima moschea realizzata in Albania appartenente alla tradizione ahmadiyya. Costruita nel 1995, può ospitare fino a 2.500 fedeli.[14]
- Grande Moschea di Tirana, costruita da poco, su modello a Santa Sofia di Istanbul, è considerata la più grande moschea dei Balcani.[15]

La setta musulmana sufista Bektashi, a cui fanno riferimento parte degli albanesi convertiti all'islam durante il dominio turco-ottomano, è presente da recente nel loro "centro mondiale" situato a nordest di Tirana.

### Architetture civili

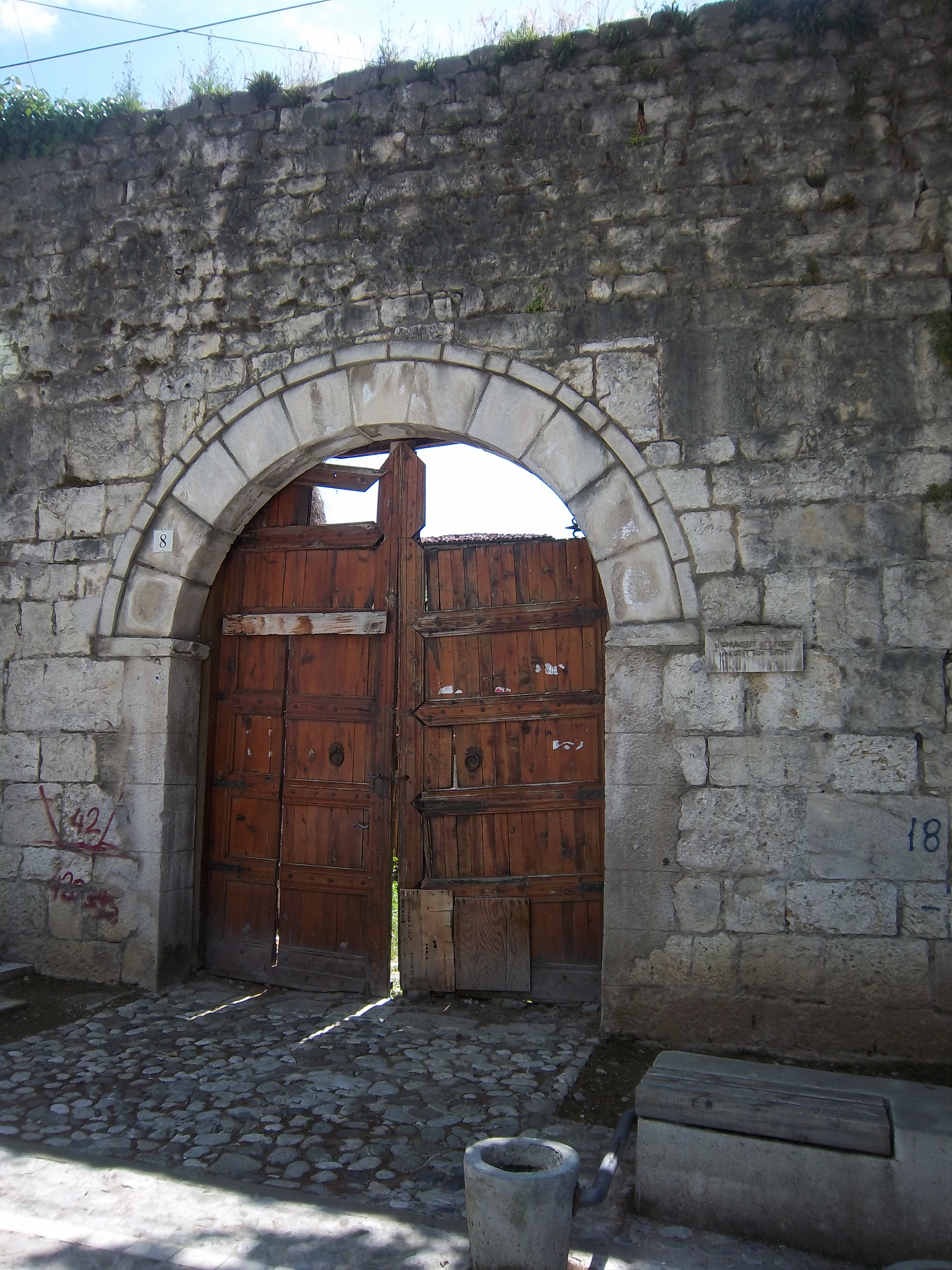
Ruderi della Fortezza di Giustiniano

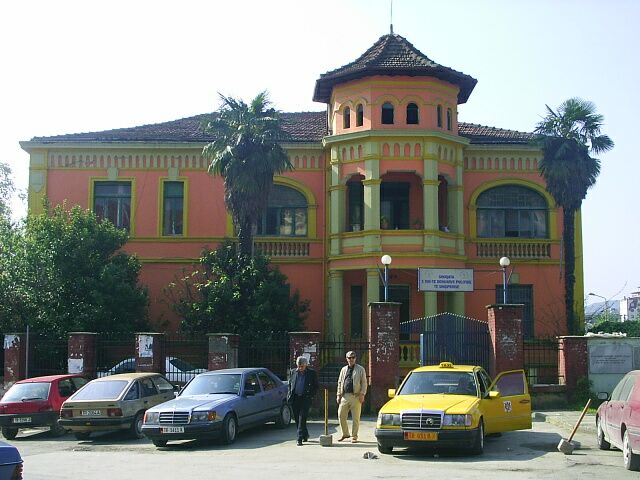
Villa in stile Liberty italiano

- Fortezza di Giustiniano (Kalaja e Xhustinianit), edificata nel VI secolo durante il periodo bizantino, quando ancora l'Albania era una parte integrante dell'impero di Bisanzio. Oggi dell'originale splendore rimane solo una piccola muraglia di circa sei metri di altezza, ultimi resti di un castello distrutto dall'occupazione turca.
- Mausoleo della famiglia reale albanese, ricostruzione del 2012 del mausoleo della regina madre, distrutto nel 1944, ospita le spoglie dei membri del Casato degli Zogu.
- Torre dell'Orologio (Kulla e Sahatit), la torre, o campanile, è oggi il simbolo di Tirana e venne costruita intorno al 1821-1822 da Et`hem Bey, fu poi allargata di ben 35 m nel 1928, quando venne edificato il suo orologio.
- Piramida (Centro internazionale di cultura), aperta nel 1988 come museo dedicato al dittatore albanese Enver Hoxha, si dice essere l'edificio più costoso della storia dell'Albania. Alla caduta del regime comunista l'edificio venne usato come centro culturale e sociale giovanile. Di fronte alla Piramida si trova la Campana della Pace, omaggio ai difficili anni del post-comunismo nel paese. È stata infatti realizzata fondendo i bossoli raccolti dai bambini albanesi durante l'Anarchia del 1997.
- La Casa delle Foglie, il museo della sorveglianza segreta.

### Altro
- Il Parku i Madh (Il Parco Grande)

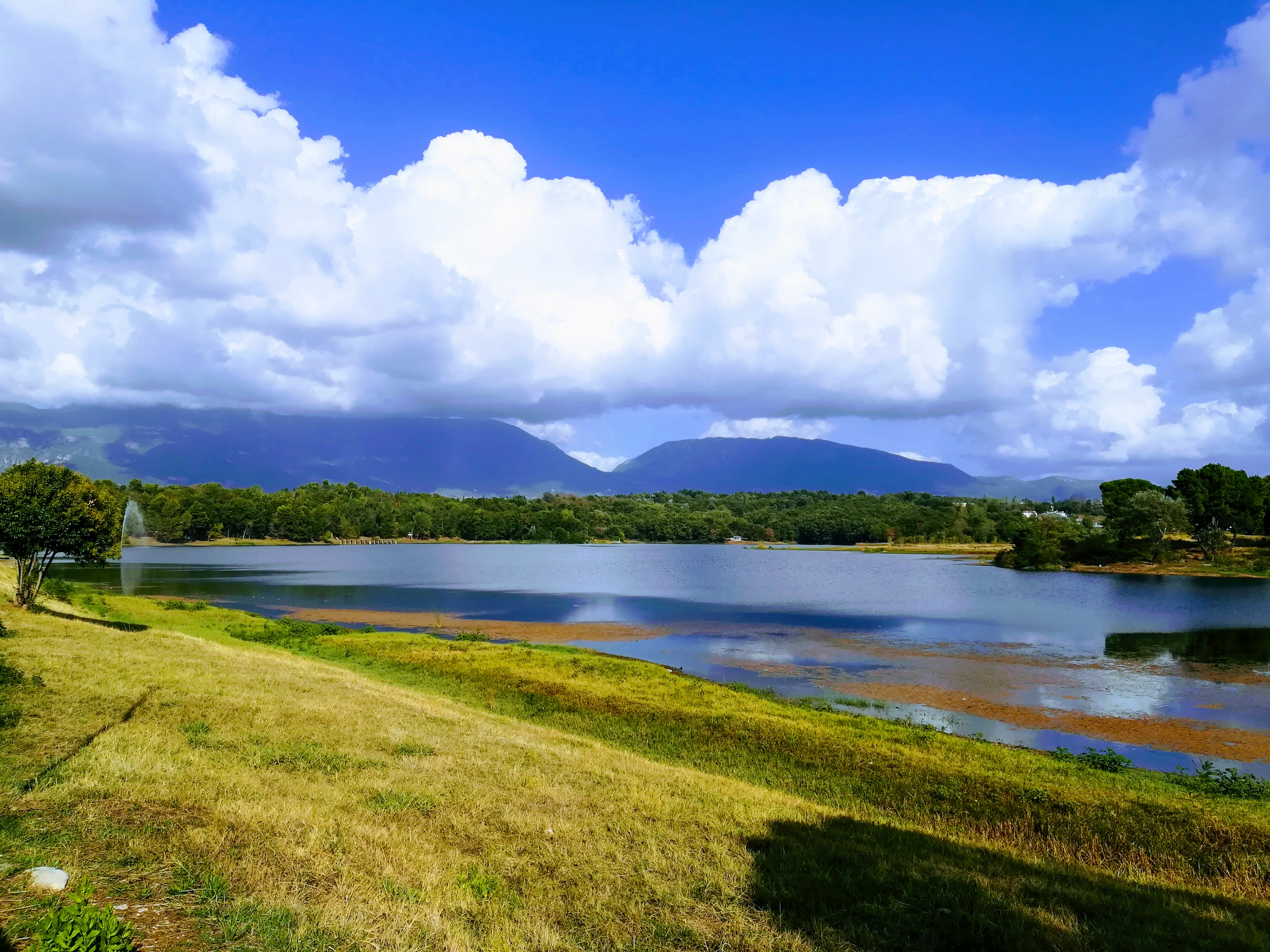
Il Parco Grande di Tirana affiancato al lago omonimo

- Il Parku Rinia (Il Parco della Gioventù)
- I giardini botanici
- Lo Zoo di Tirana
- Statua della Madre Albania (1971), nel cimitero nazionale dei martiri d'Albania, in cui sono sepolti circa 900 partigiani albanesi morti durante la seconda guerra mondiale.
- La vecchia residenza del dittatore Hoxha nel quartiere Blloku, dove una volta era vietato l'accesso ai civili.

Sono quattro gli ospedali principali di Tirana (i primi due pubblici, gli altri due privati):
- Ospedale Madre Teresa
- Ospedale militare
- Ospedale Americano (Spitali Amerikan)
- Ospedale Tedesco (Spitali Gjerman)

## Società

### Evoluzione demografica

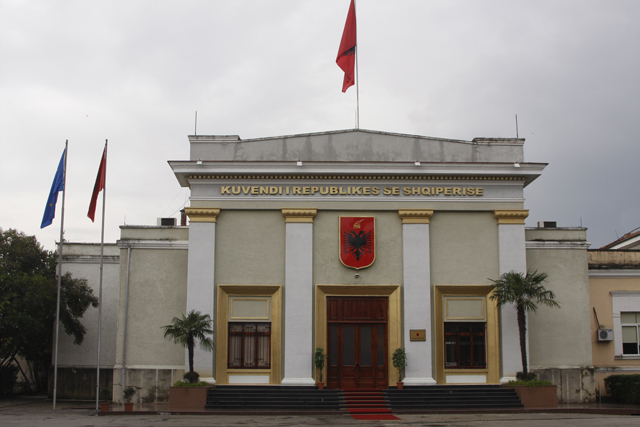
Il palazzo dell'Assemblea dell'Albania

I registri delle prime registrazioni catastali sotto gli ottomani nel 1431-1432 mostrano che Tirana consisteva di 60 aree abitate, con quasi 2.028 case e 7 300 abitanti.
L'Istituto di Statistica (INSTAT) ha stimato che, secondo il censimento del 2023, la popolazione del comune di Tirana è di 598.176 abitanti, con una densità di 502 persone per chilometro quadrato, rendendola il comune più densamente popolato del paese. L'area metropolitana che comprende le regioni di Durazzo e Tirana ha una popolazione combinata di quasi 1.5 milioni di persone, rappresentando quasi la metà della popolazione totale dell'Albania.
| Anno | Popolazione |
| ---- | ----------- |
| 1703 | 4,000       |
| 1820 | 12,000      |
| 1923 | 10,845      |
| 1937 | 35,000      |
| 1950 | 51,383      |
| 1960 | 136,295     |
| 1969 | 152,700     |
| 1979 | 189,000     |
| 1989 | 238,057     |
| 2001 | 341,453     |
| 2011 | 418,495     |
| 2023 | 598.176     |

### Religione
|                         |                         |  |       |       |
| ----------------------- | ----------------------- |  | ----- | ----- |
| Islam sunnita           | Islam sunnita           |  | 55,7% | 55,7% |
| Islam bektashi          | Islam bektashi          |  | 3,4%  | 3,4%  |
| Cristianesimo ortodosso | Cristianesimo ortodosso |  | 6,4%  | 6,4%  |
| Cristianesimo cattolico | Cristianesimo cattolico |  | 5,4%  | 5,4%  |
| Non affiliati           | Non affiliati           |  | 29,1% | 29,1% |

In Albania, stato laico, la libertà di credo e di religione è garantita nella costituzione della Repubblica albanese. Tirana è religiosamente diversificata e comprende molti luoghi di culto.
La popolazione dell'area metropolitana della capitale risulta suddivisa, secondo il censimento del 2011 in base all'appartenenza religiosa, tra il 59,1% di musulmani (per il 55,7% sunniti e per il 3,4% bektashi) e l'11,8% di cristiani (il 6,4% ortodosso e il 5,4% cattolico di rito romano). Il restante 29,1% della popolazione non ha dichiarato alcuna affiliazione religiosa. Il censimento del 2011 non includeva dati specifici a livello di comune per altri gruppi religiosi, comprendente una piccola comunità di ebrei. La Chiesa cattolica in Albania è rappresentata a Tirana dall'Arcidiocesi di Tirana-Durazzo, con la Cattedrale di San Paolo come sede della prelatura. La comunità ortodossa albanese è servita dall'arcivescovo di Tirana nella Cattedrale della Resurrezione di Cristo.

## Cultura

### Istruzione

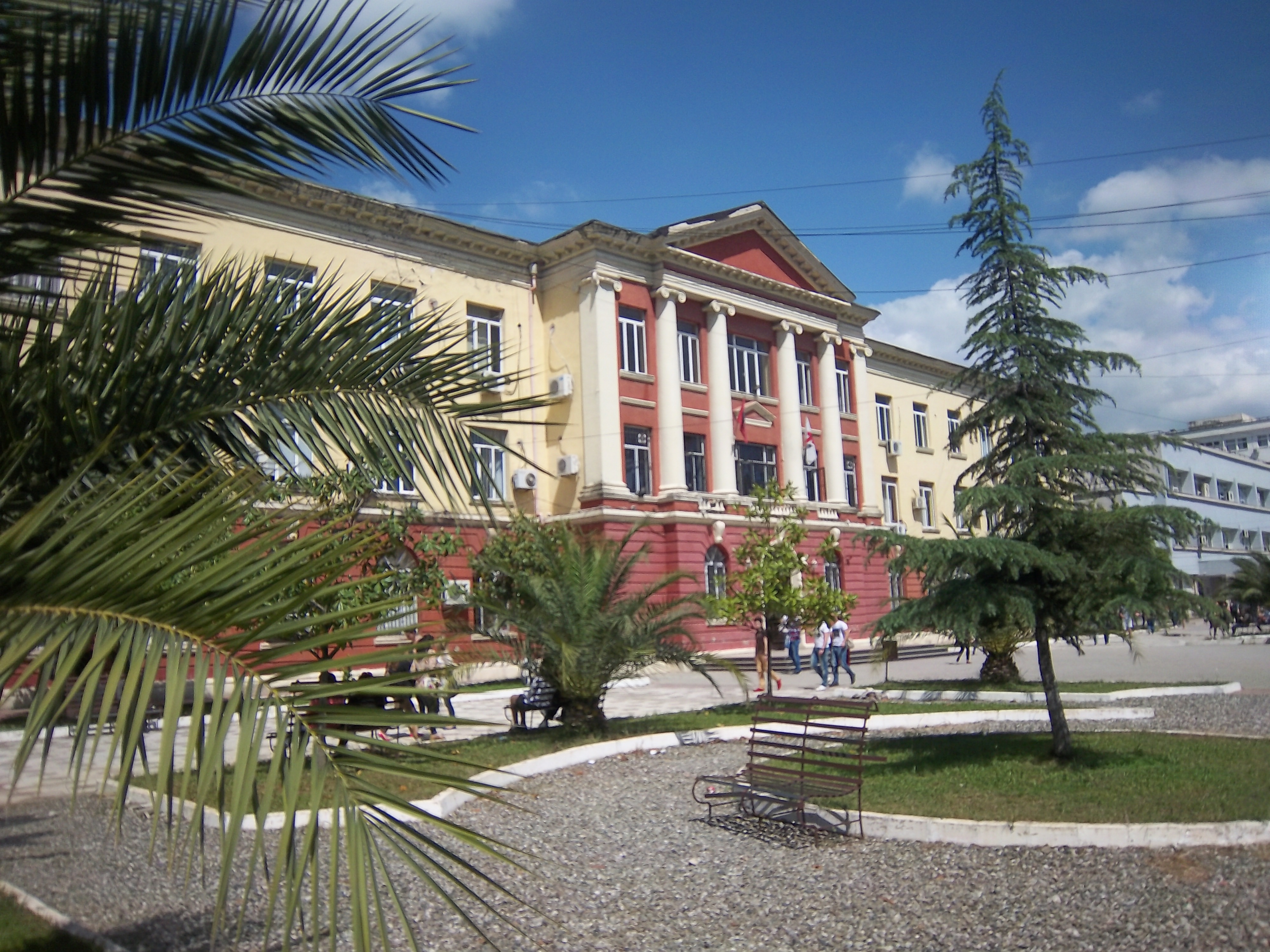
Sede della Facoltà di Storia e Filologia dell'Università di Tirana.

Vista panoramica notturna della piazza Madre Teresa, che ospita i rettorati delle tre università statali principali della città.

La città ospita cinque università statali, fra le maggiori della nazione: l'Università di Tirana, l'Università Politecnica, l'Università di medicina, l'Università di agricoltura e l'Università delle Arti.
Nel 1921 era stata fondata dalla Croce Rossa Americana l'American Vocational School. Nel 2002 è stata inaugurata la prima università privata di Tirana, l'Università di New York Tirana, la quale comprende 7 facoltà. Dallo stesso anno in poi Tirana ha visto nascere numerose università private, fra cui: l'Università Luarasi, l'Università Nostra Signora del Buon Consiglio e l'Epitech.

#### Musei
A Tirana sono presenti undici musei, di cui sono più noti:
- Museo archeologico (Muzeu Arkeologjik), situato in piazza Madre Teresa con vari reperti ritrovati nell'area intorno alla città, dal vasellame, piccoli oggetti raffiguranti animali e gioielleria;
- Galleria d'arte (Galeria e Arteve), di recente riapertura, in Boulevard Dëshmorët e Kombit, ospita una varia collezione d'arte dalla fine dell'Ottocento alla contemporaneità, con una sezione in particolare di opere in stile realismo socialista, tra cui busti, dipinti, statue e fotografie
- Museo di storia nazionale (Muzeu Historik Kombëtar). Inaugurato il 28 ottobre 1981 si tratta del più grande museo della città e il più importante del paese. Si trova nella parte occidentale di piazza Scanderbeg e offre informazioni sulla storia dell'intera Albania. Contiene 3.600 reperti del patrimonio culturale albanese lungo tutta la sua storia, tra cui il periodo Paleolitico, la recente antichità (Illiri, Greci e Romani, dal sec. IV a.C.), il medioevo, fino agli anni intorno alla seconda guerra mondiale e al movimento partigiano, al comunismo (con una sezione sui crimini del regime) e la rivoluzione degli anni '90. Bellissimo inoltre il mosaico della facciata dell'edificio raffigurante la storia dell'Albania dalle sue origini illiriche ai giorni nazionalistici. Al suo interno, l'edificio viene suddiviso in base a noti periodi storici del paese.
- Museo di scienze naturali (Museu i Shkencave Të Natyrës), piccolo ma importante museo cittadino la cui collezione inoltre include la più grande tartaruga marina mai ritrovata in Albania.
- Bunk'Art 1 e Bunk'Art 2, musei ricavati da bunker antiatomici del periodo socialista che contengono sia oggetti originali che installazioni artistiche.
- Museo della Sorveglianza Segreta, museo dei servizi segreti ospitato nella Casa delle Foglie.[22]
- Casa museo di Ismail Kadare[23]
- Museo delle donne[24]
- Museo della banca d'Albania[25]
- Museo delle forze armate[26]
- Museo della scienze[27]
- Museo dei Bektashi[28]

### Media

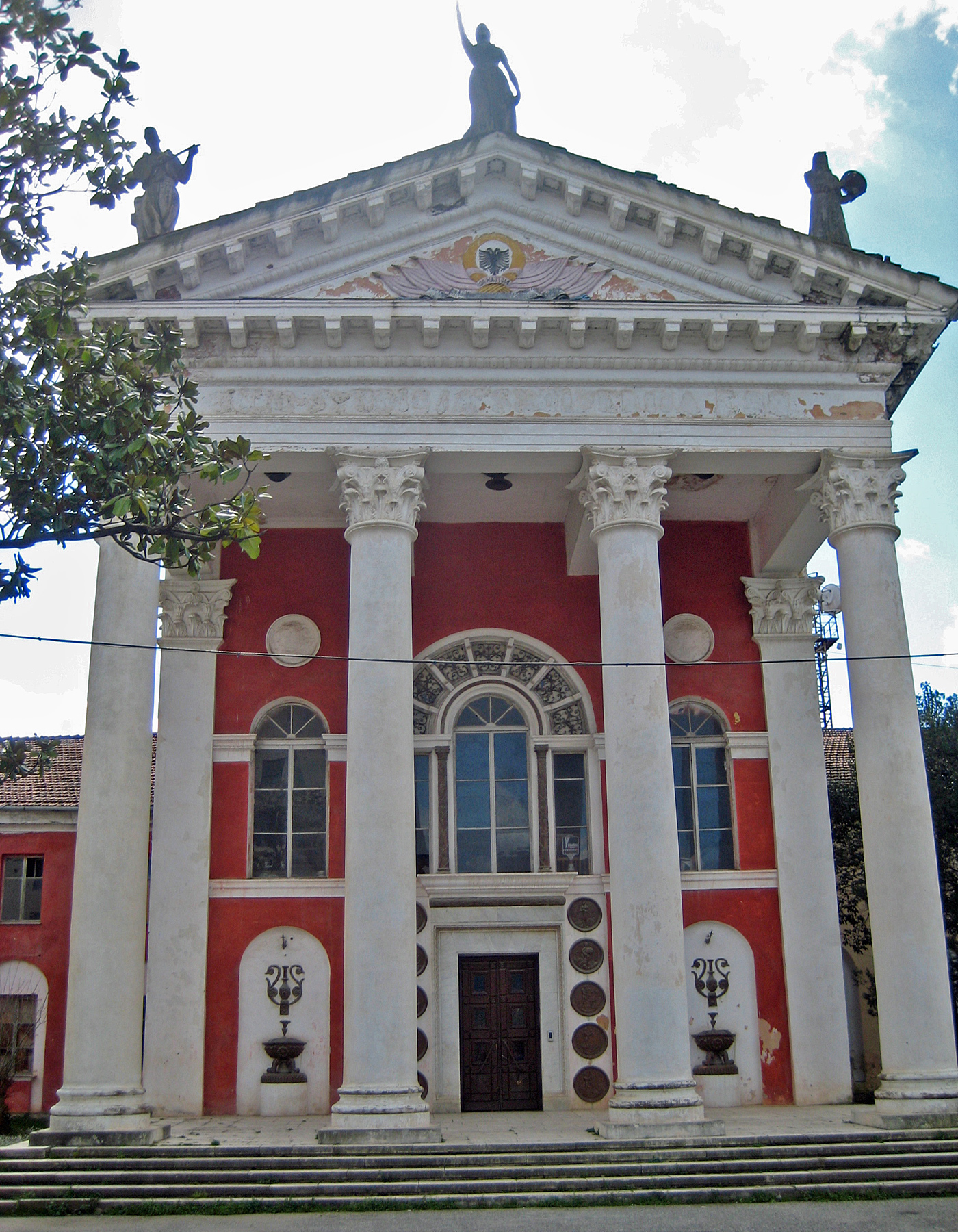
Lo storico Cinestudio Shqipëria e re

Tirana è il più importante centro mediatico dell'Albania. Ospita la sede di diverse emittenti televisive nazionali: la RTSH, il network pubblico di radio e televisione, e diverse televisioni pubbliche e private come Top Channel
Numerose stazioni radio operano nella capitale, la più famosa è Radio Tirana, seguita da Top Albania Radio e da Plus 2 Radio
La capitale albanese è anche sede della pubblicazione di numerosi quotidiani a livello nazionale: tra questi, i più diffusi sono, Shqip, RD - Rilindja Demokratike, Shekulli, Gazeta Shqiptare e Koha Jonë. Da ottobre 2014 nasce Agon Channel sul digitale terrestre DDTV Digitale Terrestre.

### Cucina
La cucina di Tirana è quella della tradizione culinaria albanese, legata alla dieta mediterranea e influenzata dalle gastronomie dei Balcani e dell'Impero ottomano. Nel territorio del comune di Tirana è diffusa la produzione di grano, olio d'oliva e miele.
La cucina locale è caratterizzata da piatti in genere costituiti da carne accompagnata con un tipo di riso (pilaf), a sua volta accompagnati da piccoli antipasti (meze). Tra i piatti di carne abbondano quelli a base di agnello, montone e vitello, spesso cucinati alla griglia, come shishqebap o fërgesë quest'ultimo impasto di olio di oliva, farina di mais, uova, prima fritto e poi bollito.
Degni di nota sono il lakror, una frittella stufata con fagiolini, pomodori, erbe aromatiche e spezie; la tave me qofte, ovvero polpettine speziate preparate al forno; e groshët, un tipico piatto di fagioli. A cambiare il sapore piatto sono le diverse spezie, che vengono usate sempre fresche.
Il pane albanese è molto rinomato, generalmente fatto ancora in casa dalle donne. Una particolarità è che le panetterie in Albania tendono a sfornare pane fino a mezzanotte, e lo stesso pane non viene consumato il giorno dopo. Il più consumato è quello integrale, chiamato 'pane nero' (buka e zezë).
Tra i dolci tradizionali si possono menzionare: petullat (piccoli bocconcini di impasto speciale fatte di mattina o in sostituzione del pane), di tradizione tipica albanese, bakllava, dolce di tradizione tipica ottomana che si fa nel periodo di Natale ed è composto da 120 sfoglie, noci, miele e burro, kadaif, un dolce usato in ogni momento dell'anno e halva, dolce consumato nei lutti e per ricordare le persone defunte.
Molto consumati a Tirana sono il rakı e il caffè locale, di chiara influenza turco-ottomana, non mancano vari konjak locali, l'uzo (un liquore aromatizzato), nonché la sambuca.

## Geografia antropica

### Quartieri periferici

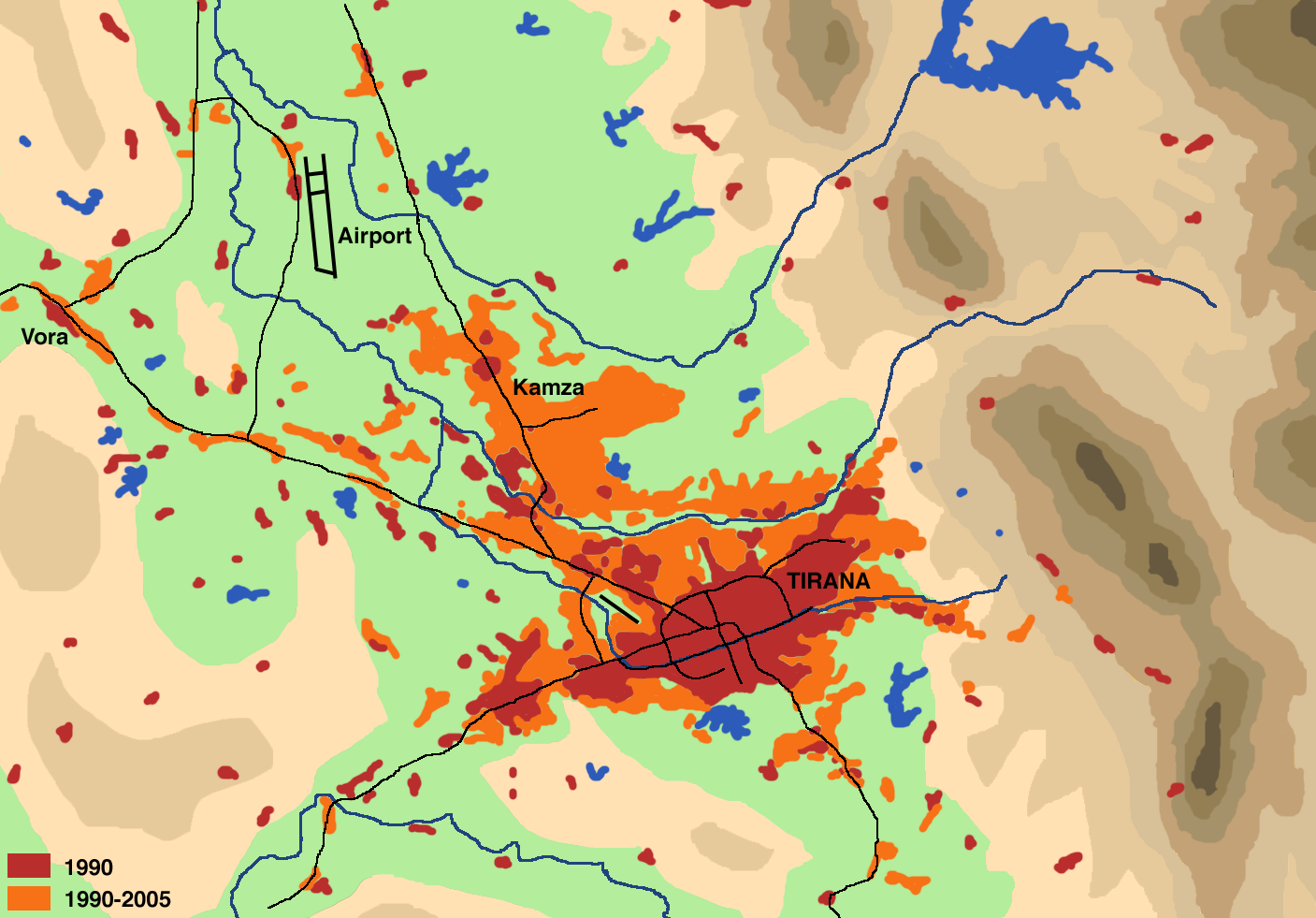
L'espansione di Tirana dal 1990 al 2005

Il primo quartiere periferico di Tirana è stato Bam. I tre quartieri periferici più antichi sono Mujos e Pazari, posti tra il centro geografico e via Elbasan, sul lato opposto al fiume Lana, e Brraka, sito ad est del viale Zog I, attorno alla moderna via Haxhi Hysen Dalliu.
Altri quartieri periferici sono:
- Laprakë o Lapraka, sito nella zona nord-ovest di Tirana.
- Kombinat, sito sul lato sud-ovest di Tirana.
- Xhamlliku, sito nella zona orientale della città.
- Allias, sito nella zona nordorientale di Tirana.
- Tirana e Re (Nuova Tirana), che comprende una parte nota come Ish-Blloku o Blloku (un termine utilizzato per identificare l'ex complesso edilizio delle residenze dei membri del capi comunisti dell'Albania). Questo quartiere è il più moderno di Tirana. Esso si distingue per le numerose caffetterie, bar, ristoranti, ecc. Si trova nella zona meridionale di Tirana e confina con il Kombinat ed il centro della città.
- Ali Demi, posto nella zona sud-occidentale della città.
- Bathore, più che un quartiere è una baraccopoli, sita ai margini della città e nata subito dopo il crollo del comunismo in Albania.

### Suddivisioni storiche

#### Piazza Castriota Scanderbeg

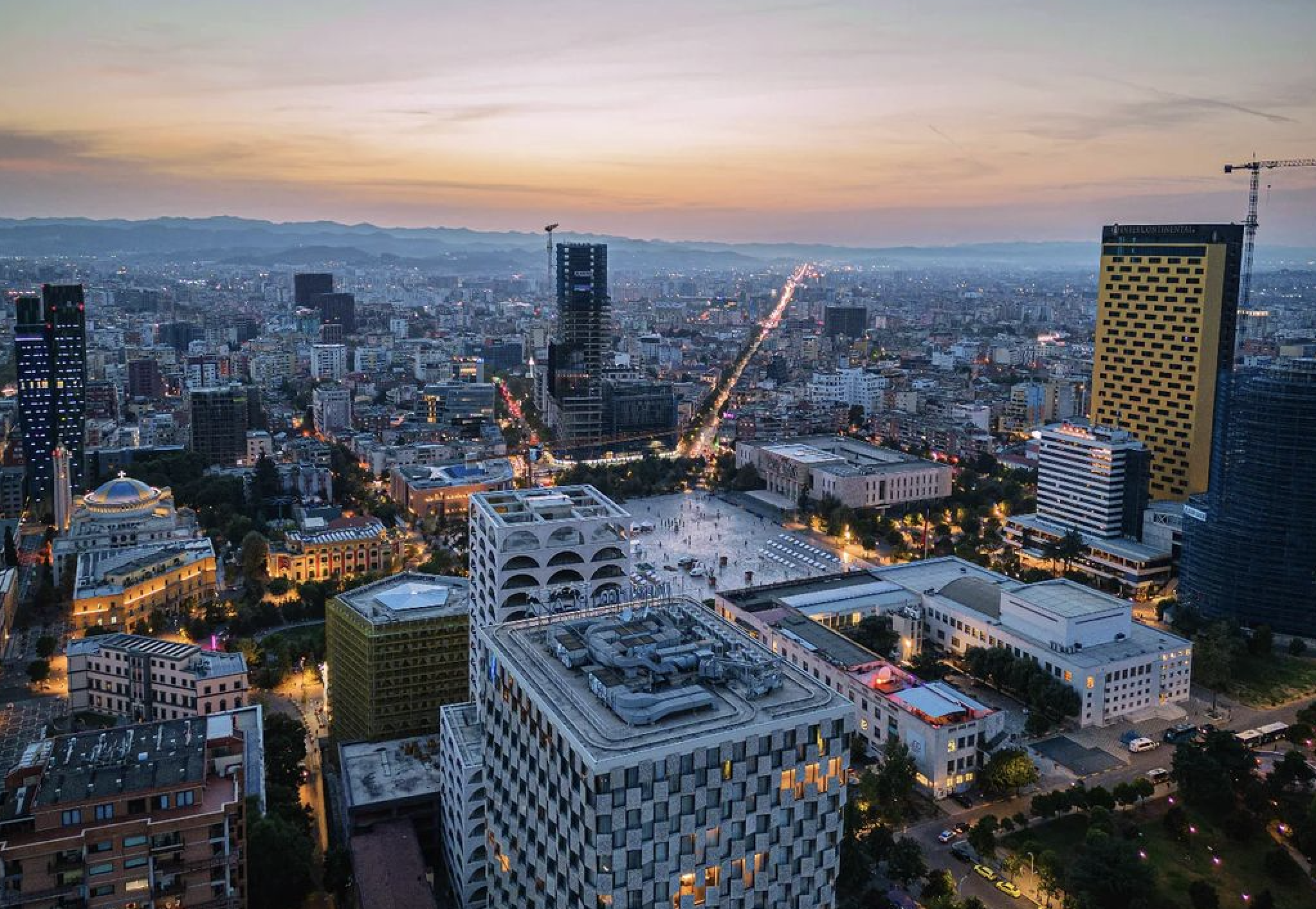
Veduta della piazza Scanderbeg

Luogo simbolico non solo della capitale ma dell'intero universo albanese, con i suoi cinque ettari di superficie, rappresenta idealmente il centro geografico e politico dell'Albania. La piazza Giorgio Castriota (detto) Scanderbeg, in albanese Sheshi Gjergj Kastrioti Skënderbeu, sorprende per le sue dimensioni. Posta nel cuore di Tirana, ricorda l'epoca comunista, quando una dimensione tale serviva, oltre alle sfilate dell'esercito, a mostrare la potenza del regime.
La piazza prese l'attuale nome nel 1968, quando vi fu collocato il monumento equestre per il cinquecentenario della morte dell'eroe nazionale albanese, opera di bronzo dello scultore Odhise Paskali. Porta il nome di Giorgio Castriota Scanderbeg, il personaggio più famoso e rappresentativo nella storia dell'Albania. Scanderbeg combatté contro i turchi ottomani per la libertà del suo popolo e dei valori cristiani e riuscì a respingerli per più di due decenni. Considerando la grandezza dell'Albania e la potenza dell'Impero ottomano, fu allora una vittoria incredibile di grande valore patriottico. 
Concepita inizialmente nel centro storico di Tirana da Re Zog I secondo lo stile neo-razionalista, fu ampliata negli anni tra il 1920 e il 1930 sotto la dittatura fascista del Regno d'Italia. Successivamente, nel periodo comunista (1945 al 1992), fu rimodellata secondo gli ideali correnti del regime: ampi e ordinati viali che da essa dipartono costituiscono il centro e conducono a vari edifici pubblici, all'Università, alla Galleria d'Arte Contemporanea (ove, fra le altre, sono esposte anche suggestive opere realiste del periodo comunista), e al maestoso Mausoleo Piramidale progettato per l'allestimento di un museo dedicato alla vita di Enver Hoxha (ora prosaicamente divenuto centro fieristico, ricreativo e bar).

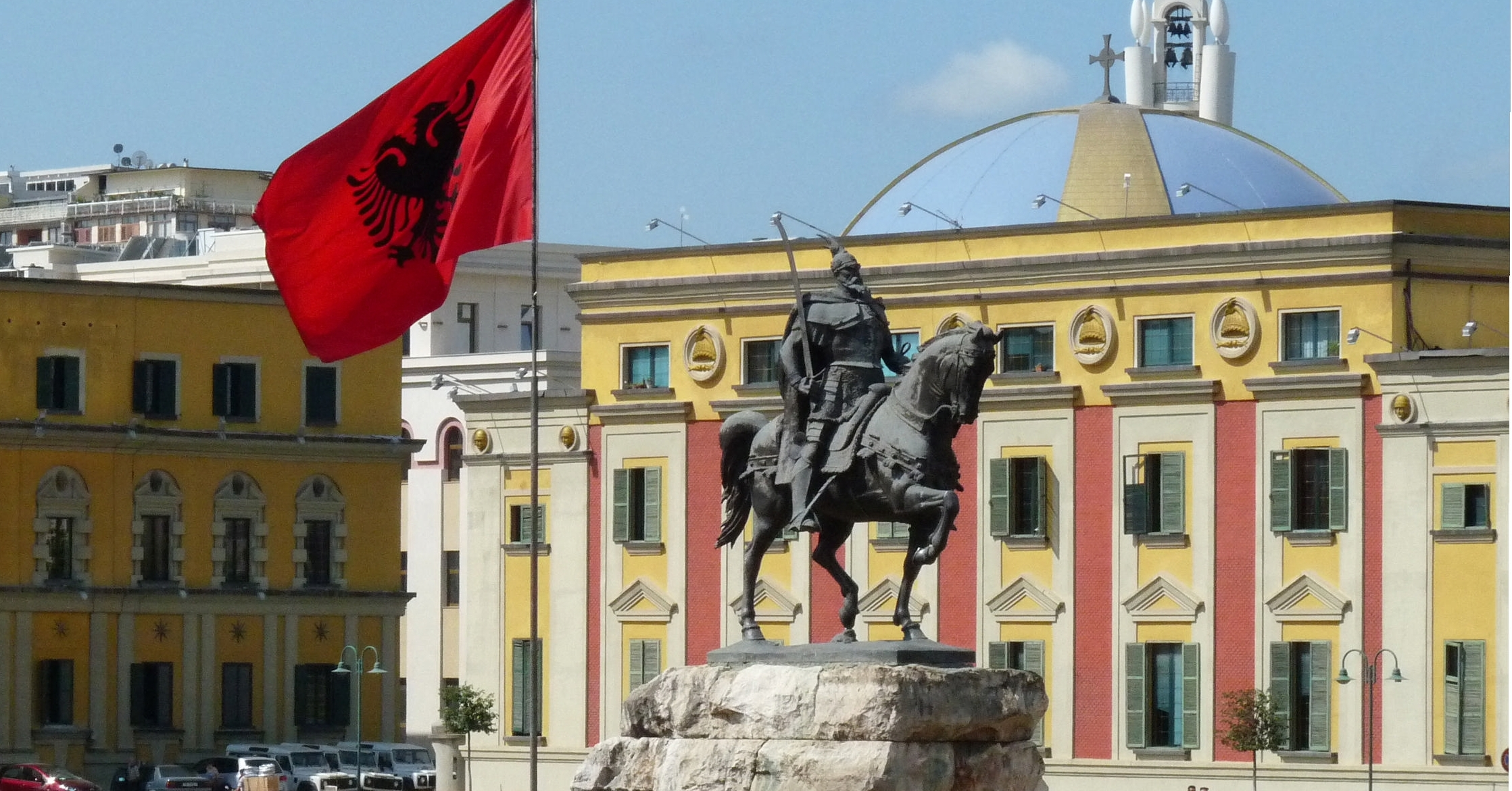
Scorcio della piazza

Il fulcro della piazza è la statua equestre dedicata all'eroe nazionale, a fronte della quale, sulla base di simmetrie architettoniche e urbanistiche simboliche, si erge imponente l'edificio in stile razionalista del museo storico albanese. La facciata rettangolare è sormontata da un frontone musivo che illustra i capisaldi della storia dell'Albania nell'ottica del passato regime.
Nella piazza oggi si trovano: la Torre dell'Orologio (1821), affiancata dalla moschea Et'hem Bey (1823); il Comune di Tirana (1920); il Teatro delle Marionette (1920); la Banca d'Albania (1936); il Palazzo della Cultura; la Biblioteca nazionale; il Teatro nazionale dell'opera e del balletto (1960); il Tirana International Hotel (costruito nel 1979 in uno stile di ispirazione sovietica sul luogo dove sorgeva l'antica Cattedrale ortodossa del XVIII secolo, rasa al suolo dal regime); il Museo storico nazionale (1981); la nuova Cattedrale Ortodossa (2001-2012) e altri edifici pubblici.

## Economia

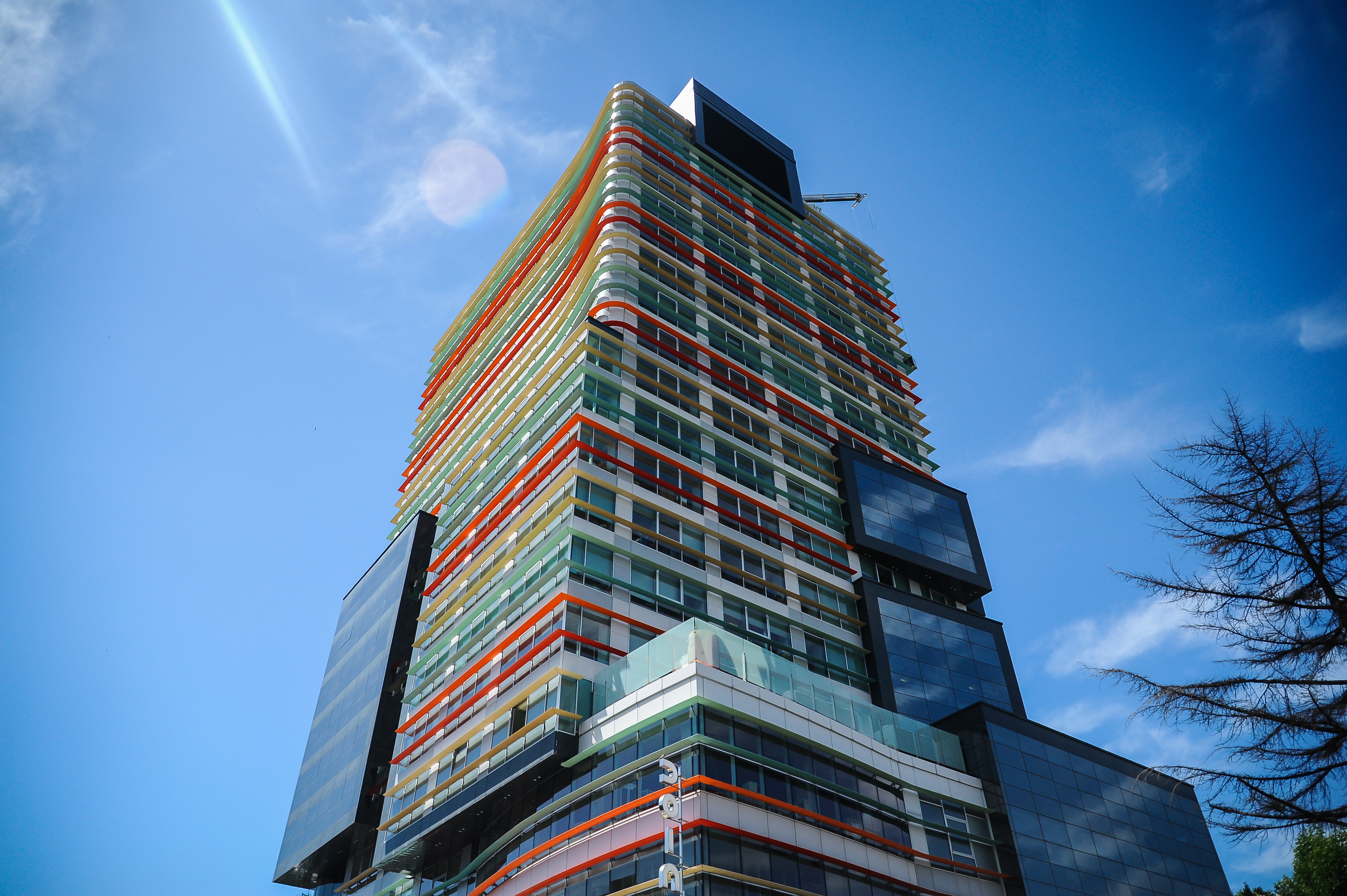
ABA Business Center

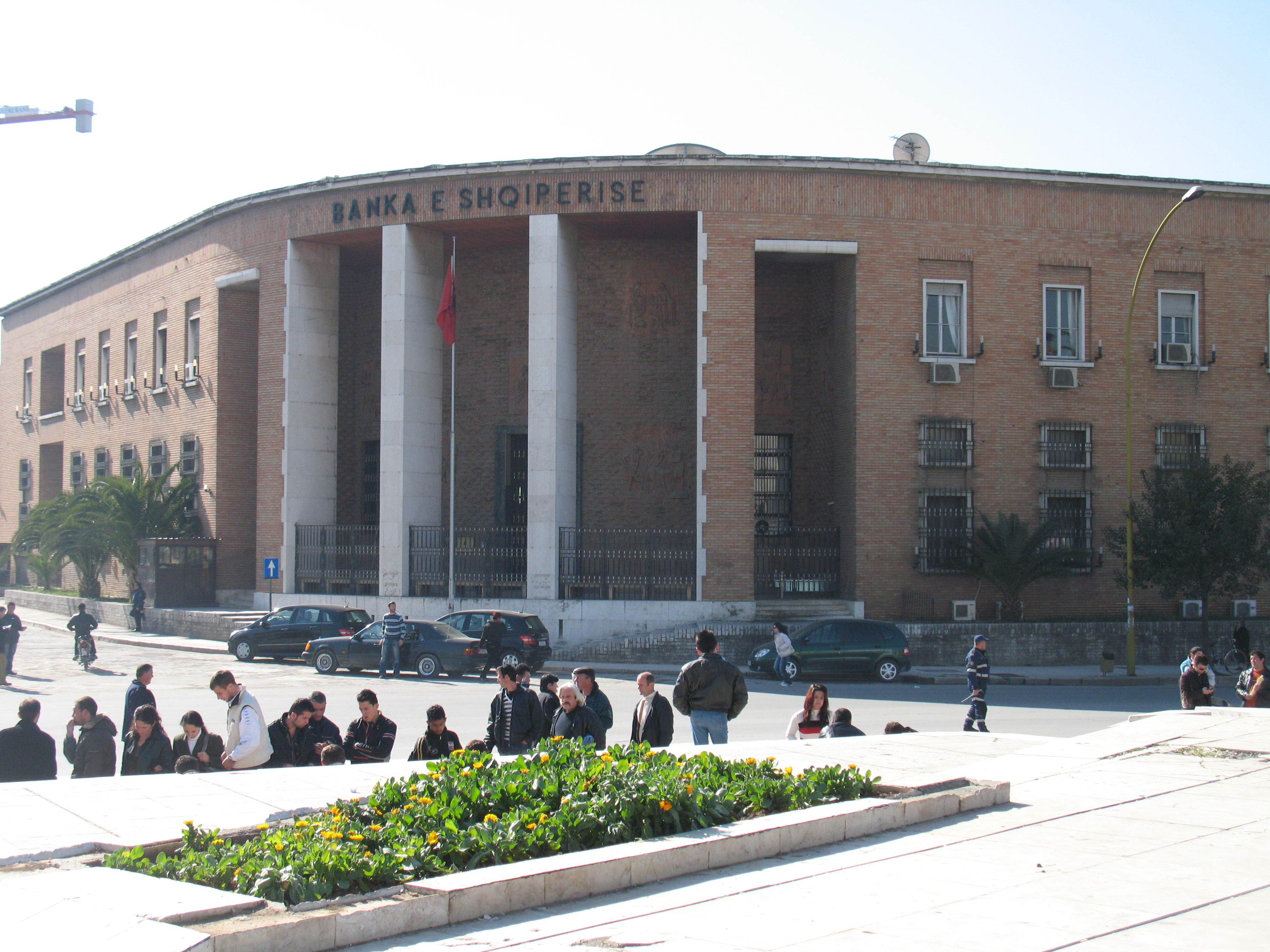
La sede principale della Banca nazionale dell'Albania

Tirana è il cuore dell'economia dell'Albania e la regione più industrializzata e in più rapida crescita economica del paese. Tra i principali settori, il terziario è il più rilevante per l'economia della città, impiegando oltre il 68% della forza lavoro. Il settore secondario rappresenta il 26% della popolazione attiva, mentre il settore primario si ferma al 5%.
La città iniziò a svilupparsi all'inizio del XVI secolo, quando faceva parte dell'Impero ottomano. In questo periodo fu istituito un bazar, e gli artigiani di Tirana produssero tessuti in seta e cotone, articoli in pelle, ceramiche e manufatti in ferro, argento e oro. Nel XX secolo, la città e le aree circostanti si espansero rapidamente, diventando la regione più industrializzata del paese.
Il contributo più significativo all'economia è dato dal settore terziario, che si è sviluppato considerevolmente dopo la caduta del comunismo in Albania. Tirana è il centro finanziario del paese, e l'industria finanziaria rappresenta una componente chiave del settore terziario. La stabilità del settore è stata favorita dalla privatizzazione e da una politica monetaria efficace. La città ospita le principali istituzioni finanziarie albanesi, tra cui la Banca d'Albania e la Borsa Valori Albanese, oltre alle più importanti banche del paese, come Banka Kombëtare Tregtare, Raiffeisen Bank, Credins Bank, Intesa Sanpaolo Bank e Tirana Bank.
Il settore delle telecomunicazioni è un altro importante pilastro dell'economia e ha registrato una crescita significativa dopo la fine del comunismo e dei decenni di isolamento. Le riforme nazionali e la politica di apertura economica hanno accelerato lo sviluppo dell'industria. I principali operatori di telecomunicazioni in Albania, tra cui Vodafone Albania, One Telecommunications e Eagle Mobile, hanno la loro sede a Tirana.

### Settore Edilizio e Immobiliare

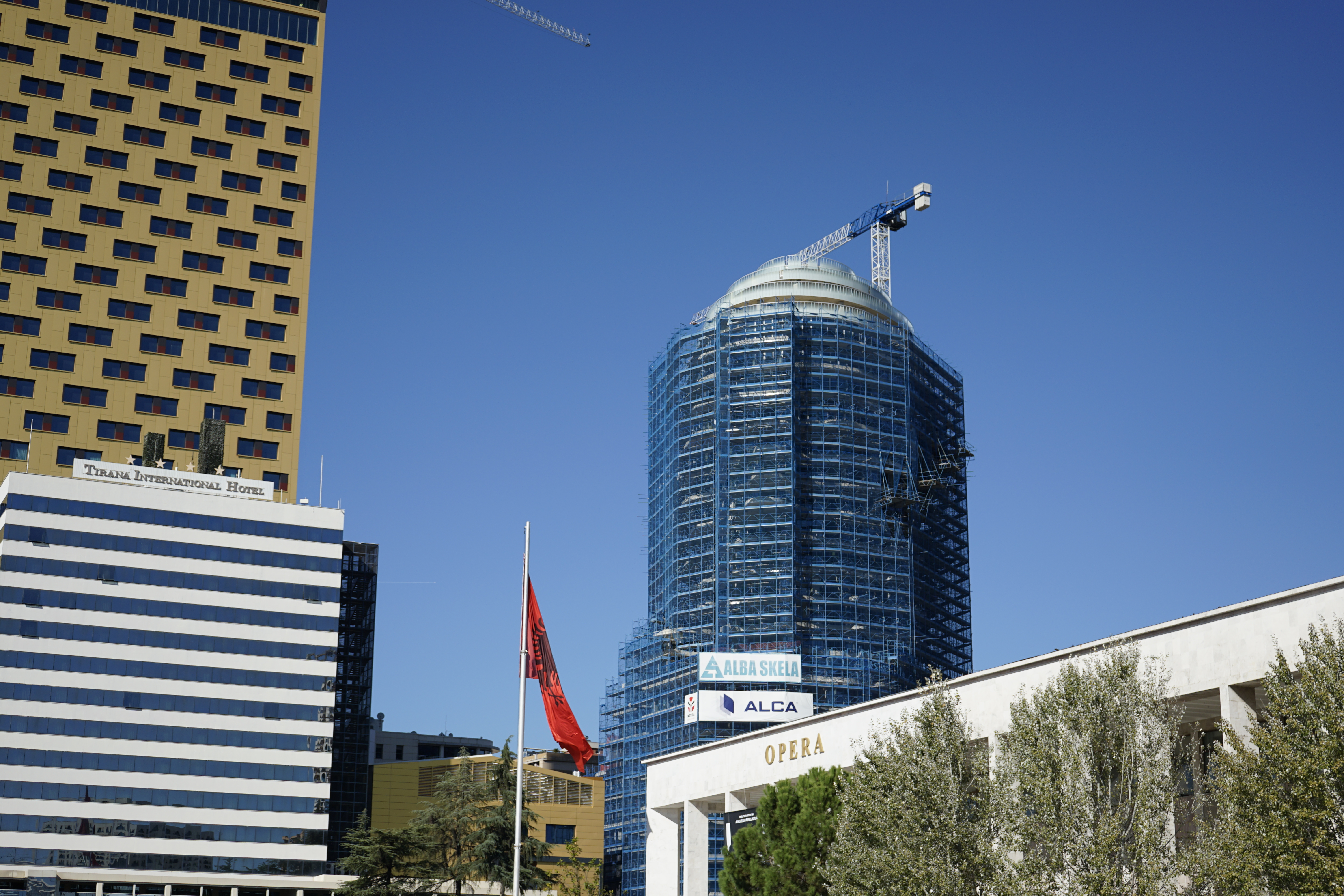
"Tirana's Rock" In costruzione

Negli ultimi anni, Tirana ha vissuto un notevole boom nel settore delle costruzioni e del mercato immobiliare, consolidando la sua posizione come centro economico in rapida crescita. Secondo i dati della Banca d'Albania, nel primo semestre del 2024, il prezzo medio delle abitazioni nella capitale è aumentato del 23,5% rispetto ai sei mesi precedenti e dell'11% rispetto al secondo semestre del 2023. Questo incremento è stato particolarmente evidente nelle aree centrali della città, che hanno rappresentato il 46% del volume delle vendite nel periodo osservato.
Il settore delle costruzioni ha registrato una crescita significativa, con il valore aggiunto lordo (VAL) delle costruzioni che ha rappresentato l'11,1% del totale nel 2022, la percentuale più alta in Europa e il doppio della media dell'Unione europea.

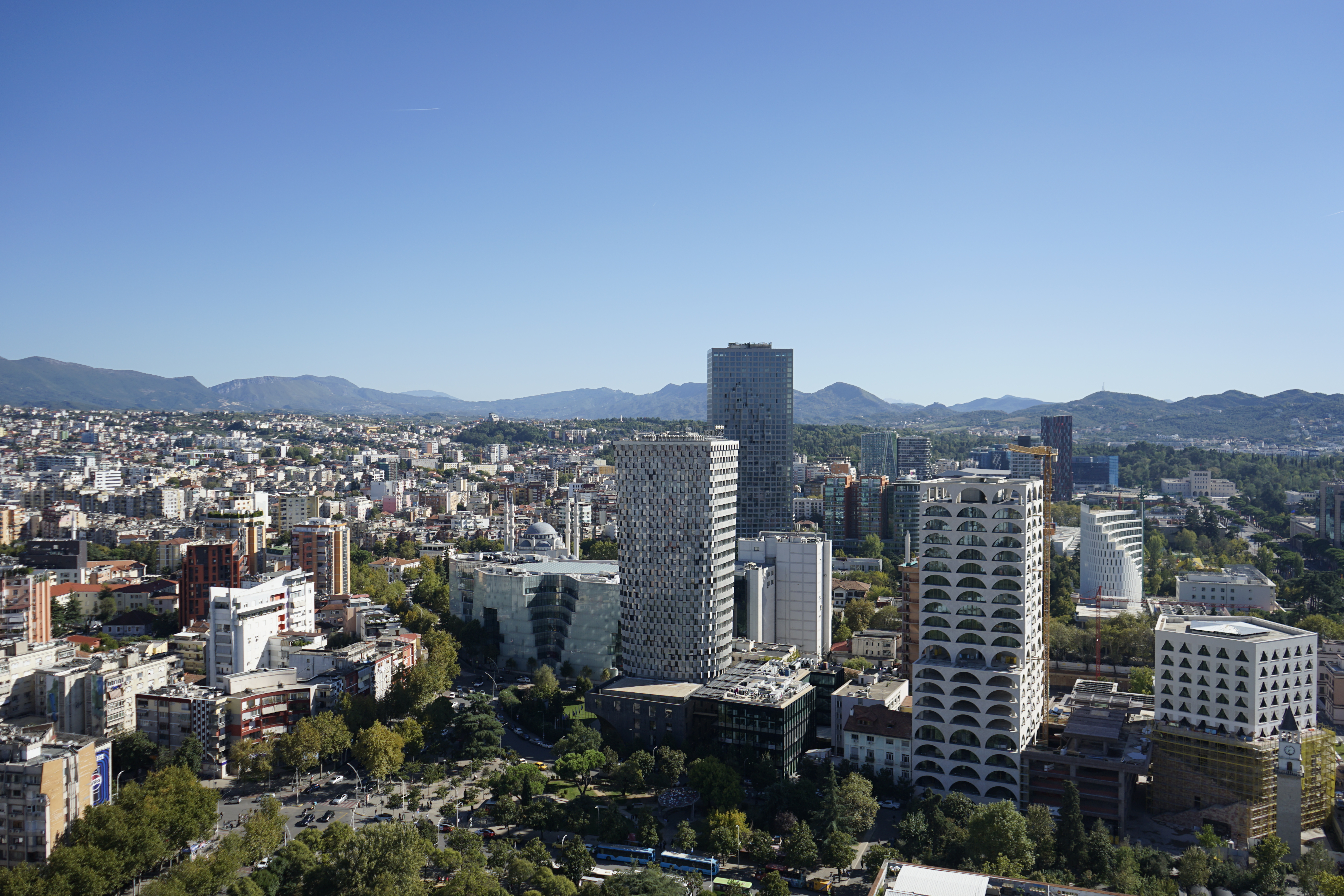
Vista del Panorama di Tirana

Questo dinamismo è alimentato da diversi fattori, tra cui la migrazione verso i centri urbani, le rimesse dalla diaspora albanese e la ricostruzione post-terremoto. Inoltre, il crescente settore turistico ha contribuito a sostenere la domanda di nuove strutture ricettive e residenziali.
Questi sviluppi stanno trasformando il panorama urbano di Tirana, rafforzando il suo ruolo come centro economico e culturale dell'Albania.

### Turismo e ospitalità
Negli ultimi anni, il settore turistico è diventato una componente essenziale dell'economia della città. Tirana è stata ufficialmente definita "The Place Beyond Belief" dalle autorità locali per promuovere il turismo. L'aumento del numero di visitatori internazionali è evidente, grazie ai crescenti arrivi presso l'Aeroporto Internazionale di Tirana e il Porto di Durazzo, che collegano la città con numerose destinazioni in Europa, Australia e Asia.

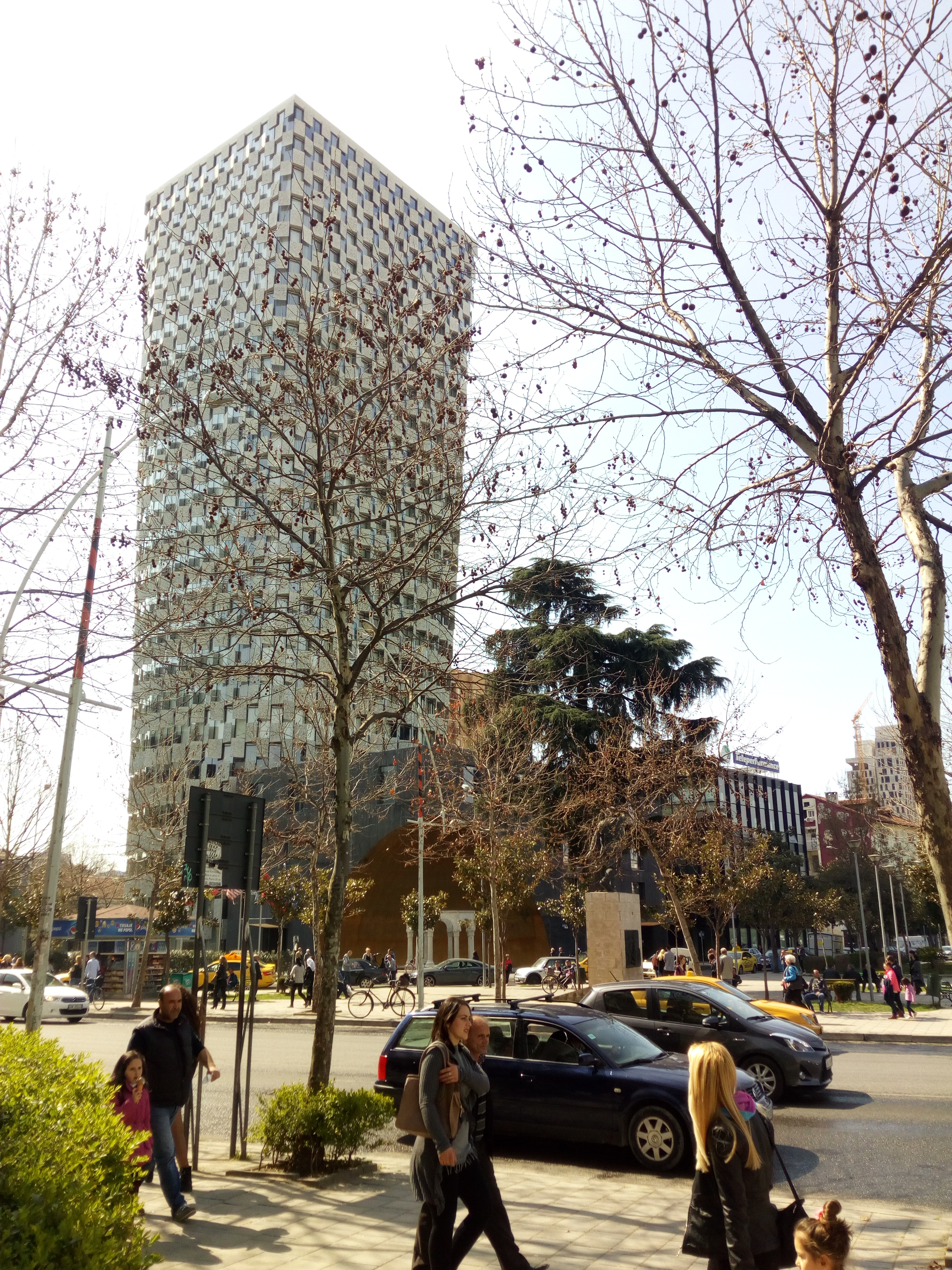
Plaza Hotel Tirana

L'espansione del turismo ha portato a un notevole sviluppo del settore alberghiero. Tra gli hotel più grandi della città si annoverano il Tirana International Hotel e il Maritim Plaza Tirana, entrambi situati nel cuore della città vicino a Piazza Skanderbeg. Il lussuoso Mak Hotel Tirana, di proprietà della Hyatt, si trova accanto allo Air Albania Stadium, dove è stato aperto il Marriott Tirana Hotel. Altri hotel importanti nel centro di Tirana includono il Rogner Hotel, Hilton Garden Inn Tirana, Xheko Imperial Hotel, Best Western Premier Ark Hotel e il Mondial Hotel.
Tirana continua ad affermarsi come motore economico del paese, grazie alla sua crescita finanziaria, alla modernizzazione delle infrastrutture e al boom del settore immobiliare e turistico.

## Infrastrutture e trasporti

### Ferrovie
La rete ferroviaria è gestita dall'Hekurudhat Shqiptare, la quale collega Tirana alle principali città dell'Albania.

### Porti
Tirana non ha un porto suo, ma la città portuale di Durazzo dista poco dalla capitale. Ci sono partenze da Durazzo verso Trieste, Ancona, Otranto, Bari, Genova (Italia), Zara, Ragusa (Croazia), Capodistria (Slovenia), Antivari (Montenegro), Corfù (Grecia), ecc.

### Aeroporti

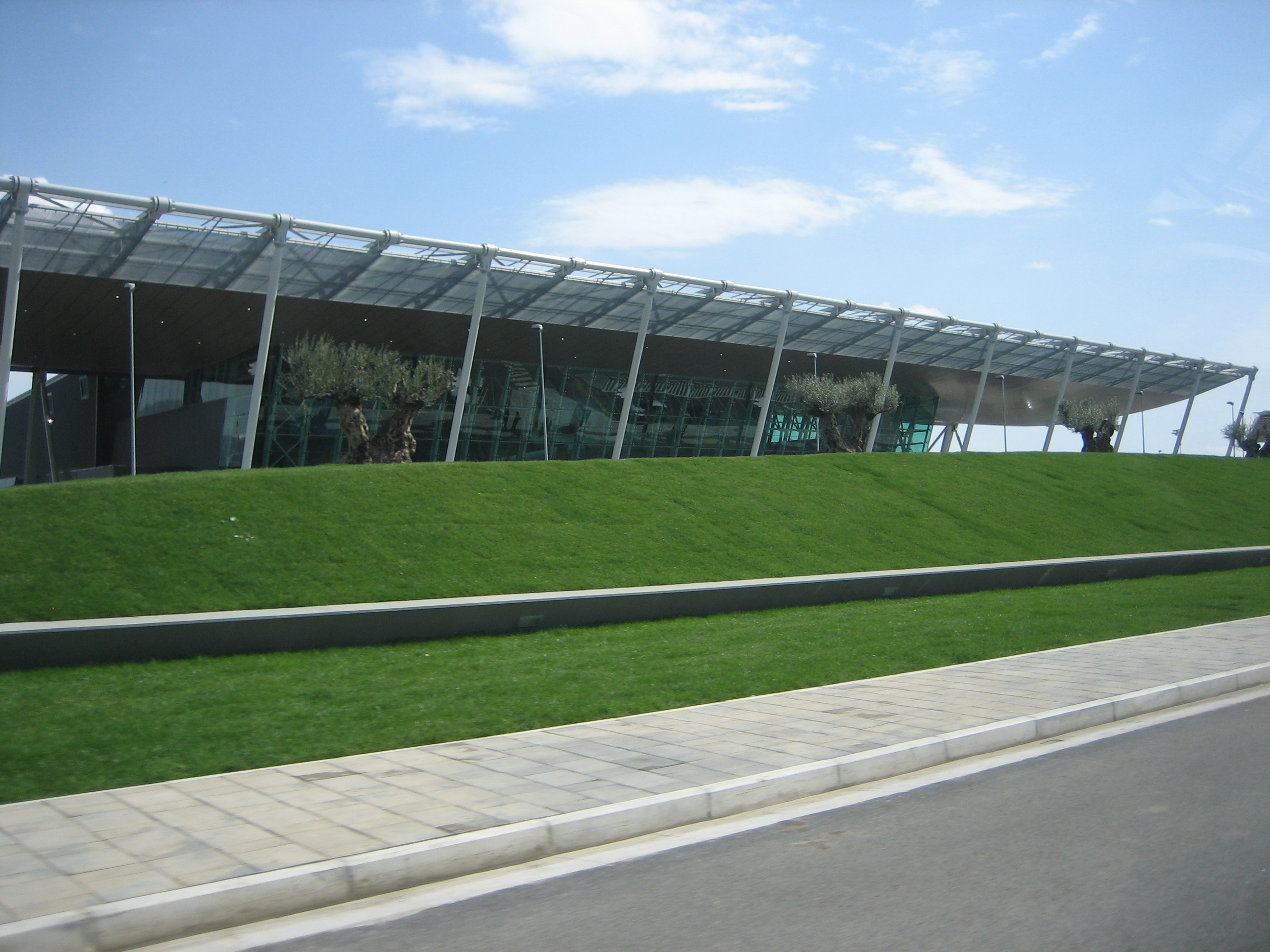
Aeroporto di Tirana

La città è servita da un aeroporto: l'aeroporto internazionale di Tirana (IATA: TIA - ICAO: LATI), a 15 km dal centro di Tirana. Negli ultimi anni,  ha registrato una crescita significativa, affermandosi come uno dei principali hub dell'aviazione nei Balcani occidentali. Nel 2024, TIA ha servito 10,7 milioni di passeggeri, con un incremento del 48% rispetto all'anno precedente.

### Mobilità urbana

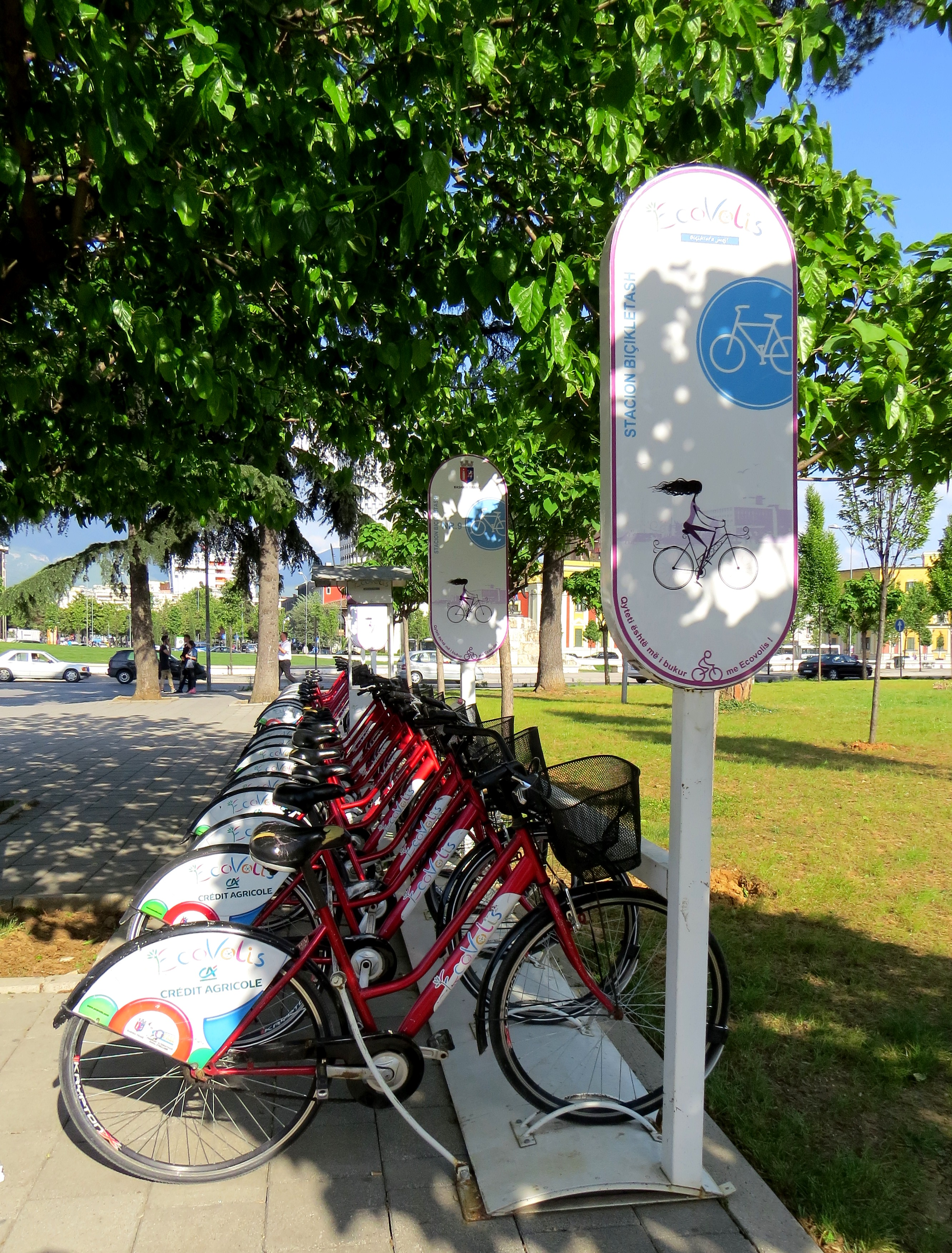
Bike Sharing a Tirana

A Tirana e nelle principali città dell'Albania, sia aziende pubbliche che private gestiscono servizi di trasporto urbano, suburbano, interurbano e turistico. Il trasporto pubblico nella capitale si basa principalmente su una rete di 16 linee di autobus che collegano il centro alle aree periferiche, con una frequenza media di 3-5 minuti. Il costo di una corsa singola è di 40 lek (circa 0,30 €).
Per quanto riguarda il trasporto privato, i taxi sono una scelta comune per gli spostamenti in città. I taxi autorizzati a Tirana sono identificabili da targhe con sfondo giallo e testo rosso. La tariffa base è di 300 lek (circa 2,50 €), con un costo aggiuntivo di 300 lek per ogni chilometro percorso. Una corsa media all'interno della città costa generalmente tra i 4 e i 5 €.

## Sport

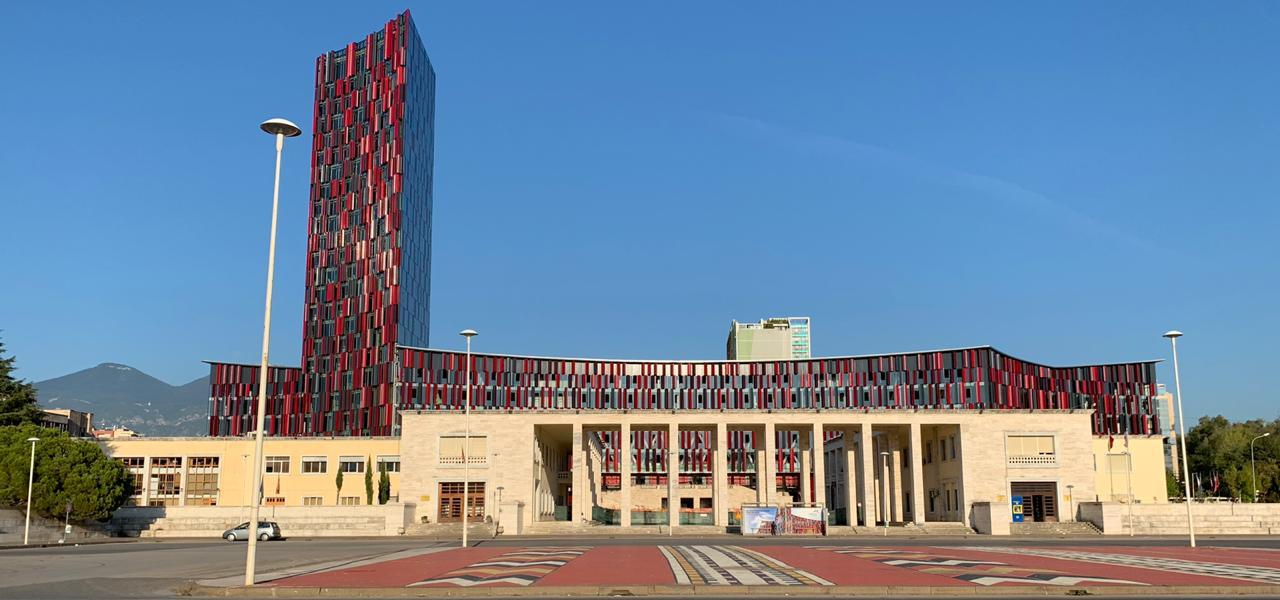
L'Arena Nazionale Albanese

La città di Tirana ha tre club calcistici militanti nei campionati professionali: la Dinamo Tirana, il KF Tirana ed il Partizani Tirana, oltre allo Spartaku Tirana, vincitore di 3 campionati di Kategoria e Parë, lo Shkëndija Tirana, con all'attivo 10 anni di Kategoria Superiore, militanti nella Kategoria e Dytë, mentre lo Studenti Tirana, l'Albanët Tirana, il Prestige Tirana, l'Eagle Tirana e il Kinostudio Tirana si trovano tutte tra l'ultimo livello della piramide calcistica albanese, la Kategoria e Tretë e le categorie dilettantistiche. Dal 2010 Tirana ha ospitato il torneo calcistico amichevole intitolato Trofeo Taçi Oil.
Nel 2019 è stato inaugurato il nuovo stadio Arena Kombëtare Shqiptare (Arena Nazionale Albanese), in sostituzione del precedente stadio nazionale Qemal Stafa.
Altre strutture a Tirana comprendono sport quali la pallavolo, la pallacanestro, la pallamano, la ginnastica libera e il sollevamento pesi.
La città di Tirana è stata protagonista delle tappe di apertura dell'edizione 108 del Giro d'Italia, accogliendo l'arrivo della prima tappa Durazzo-Tirana e la cronometro della seconda giornata svoltasi interamente all'interno della città.

## Amministrazione
L'attuale sindaco di Tirana è Erion Veliaj.
| - Zyber Hallulli 1913-1914 - Servet Libohova 1915-1916 - Ismail Ndroqi 1917-1922 - Ali Begeja 1922-1923 - Ali Derhemi 1923-1924 - Xhemal Kondi 1924-1925 - Fuat Toptani 1925-1927 - Izet Dibra 1927-1928 - Rasim Kalakula 1928-1930 - Rexhep Jella 1930-1933 - Abedin Nepravishta 1933-1935 - Qemal Butka 1936-1937 - Abedin Nepravishta (seconda volta) 1937-1939 - Qazim Mulleti 1939-1940 - Omer Fortuzi 1940-1943 - Halil Meniku 1943-1944 Dal secondo dopoguerra - Llazar Treska 1944-1945 - Ibrahim Sina 1947-1949 - Isuf Keçi 1950-1951 - Sabri Pilkati 1951-1951 - Peço Kagjini 1951-1952 - Sami Gjebero 1953-1954 | - Ibrahim Sina 1954-1955 - Sami Gjebero 1956-1957 - Irfan Ceklkupa 1957-1958 - Rifat Dedja 1958-1961 - Sabri Pilkati 1961-1962 - Rifat Dedja 1962-1964 - Sabri Pilkati 1965-1966 - Myqerem Fuga 1970-1973 - Ndue Marashi 1974-1975 - Nesip Ibrahimi 1976-1983 - Jashar Mezenxhiu 1984-1985 - Llambi Gegprifti 1986-1987 - Leandro Zoto 1987-1988 - Llambi Gegprifti 1989-1990 Dalla fine del comunismo - Tomor Malasi 1991-1992 - Sali Kelmendi 1992-1996 - Albert Brojka 1996-2000 - Edi Rama dal 2000-2011 - Lulzim Basha 2011-2015 - Erion Veliaj dal 2015 - Oggi |

### Gemellaggi
Tirana è gemellata con le seguenti città:
| - Atene - Barcellona - Bucarest, dal 2007 - Bruxelles - Udine - Istanbul - Pechino | - Cobourg - Firenze - Grand Rapids (Michigan) - Kiev - Madrid - Pristina - Marsiglia | - Mosca - Praga - Salonicco - Seul - Sofia - Stoccolma - Taranto | - Torino - Venezia - Vilnius - Zagabria - Podgorica |

Tirana ha avuto e mantiene gemellaggi con vari comuni della storica comunità albanese d'Italia (in particolare nelle regioni di Basilicata, Puglia, Molise, Calabria e Sicilia).

#### Patti di amicizia
Intrattiene inoltre rapporti di amicizia con altre città, con l'obiettivo di favorire lo scambio di legami culturali e di collaborazione.
- Ascoli Piceno (accordi di collaborazione)[35]
- Parigi (accordo internazionale)
- Roma (accordo internazionale)
- Verona

## Galleria d'immagini

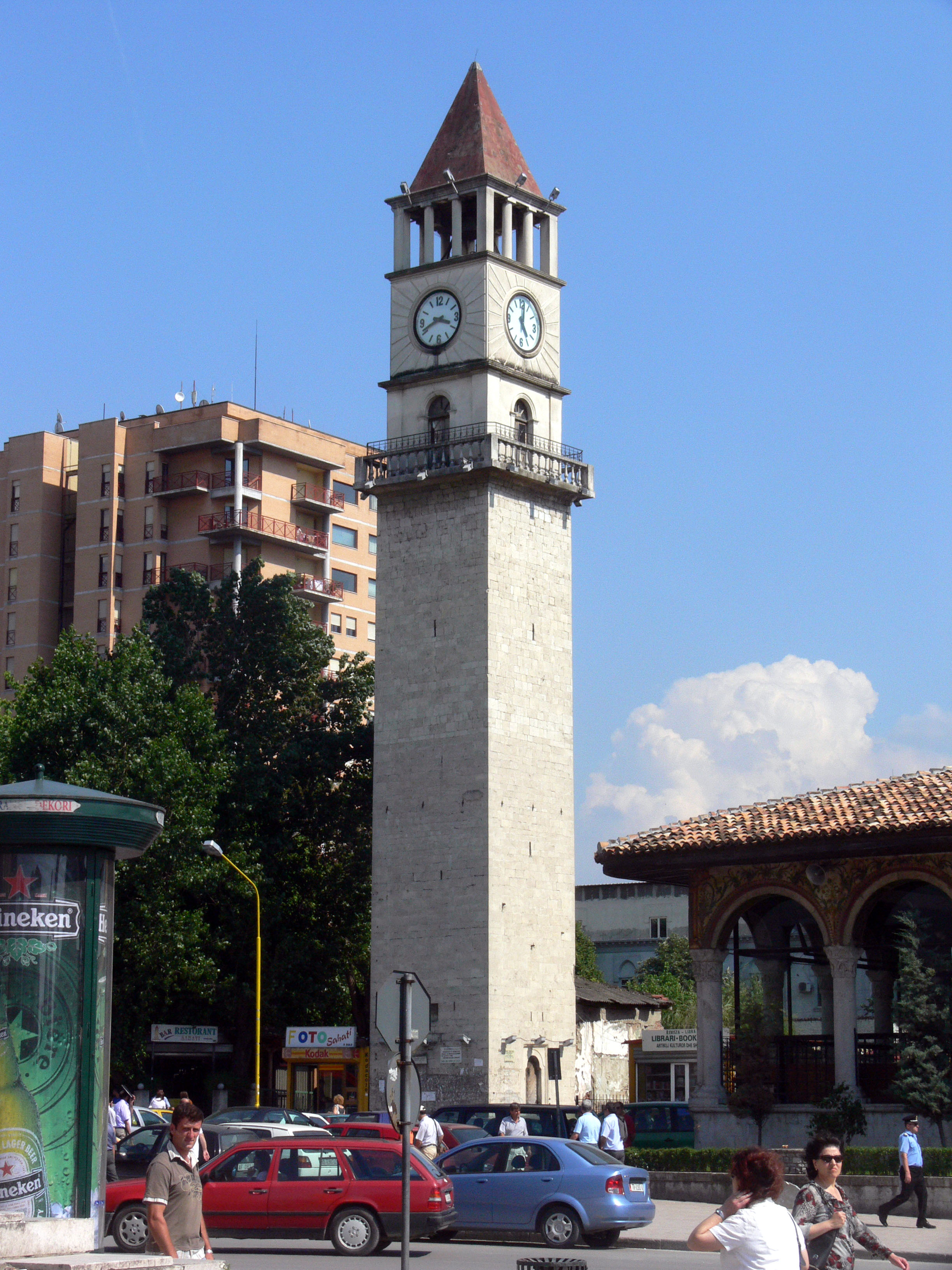
Torre dell’Orologio
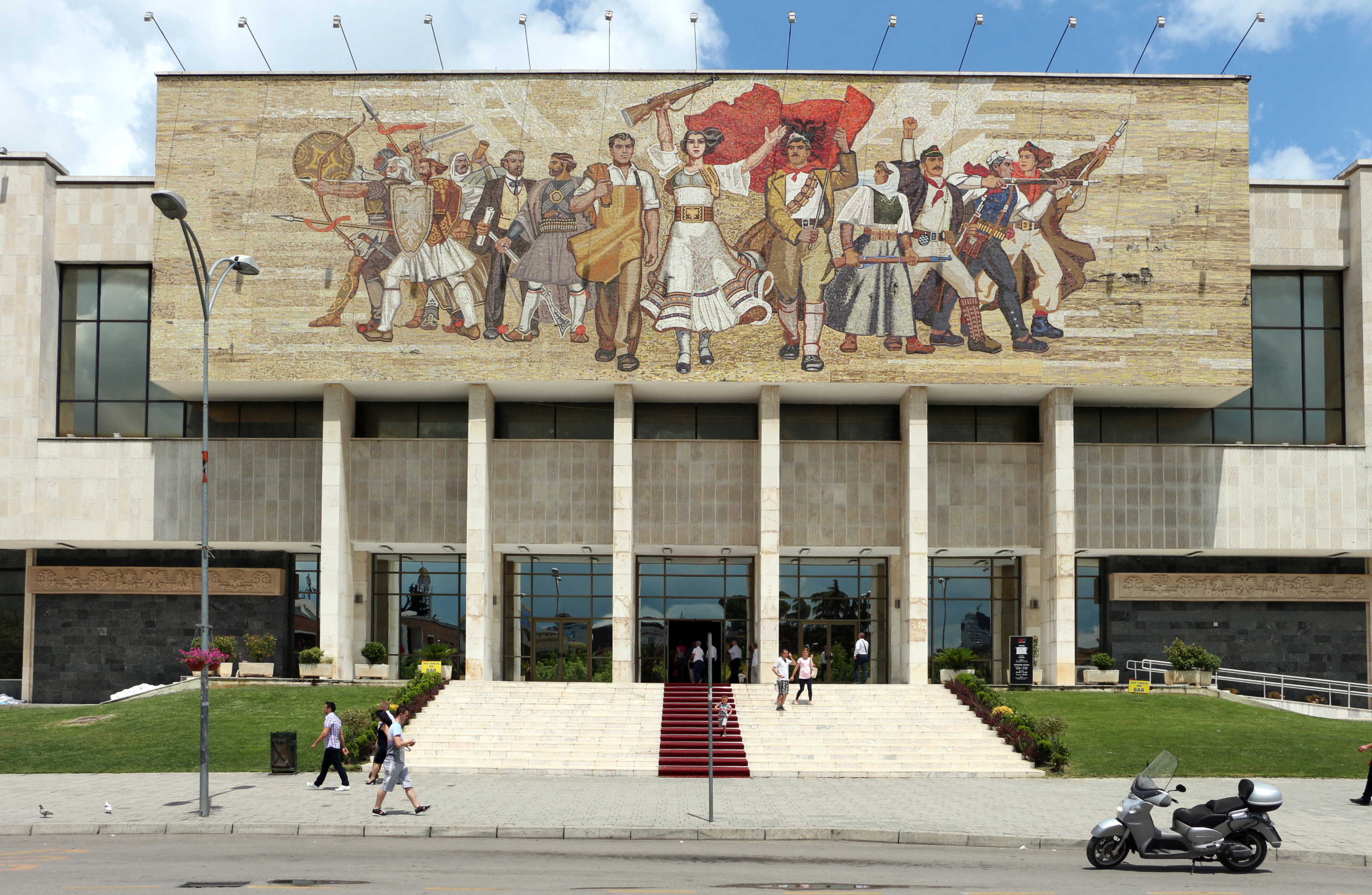
Museo storico nazionale
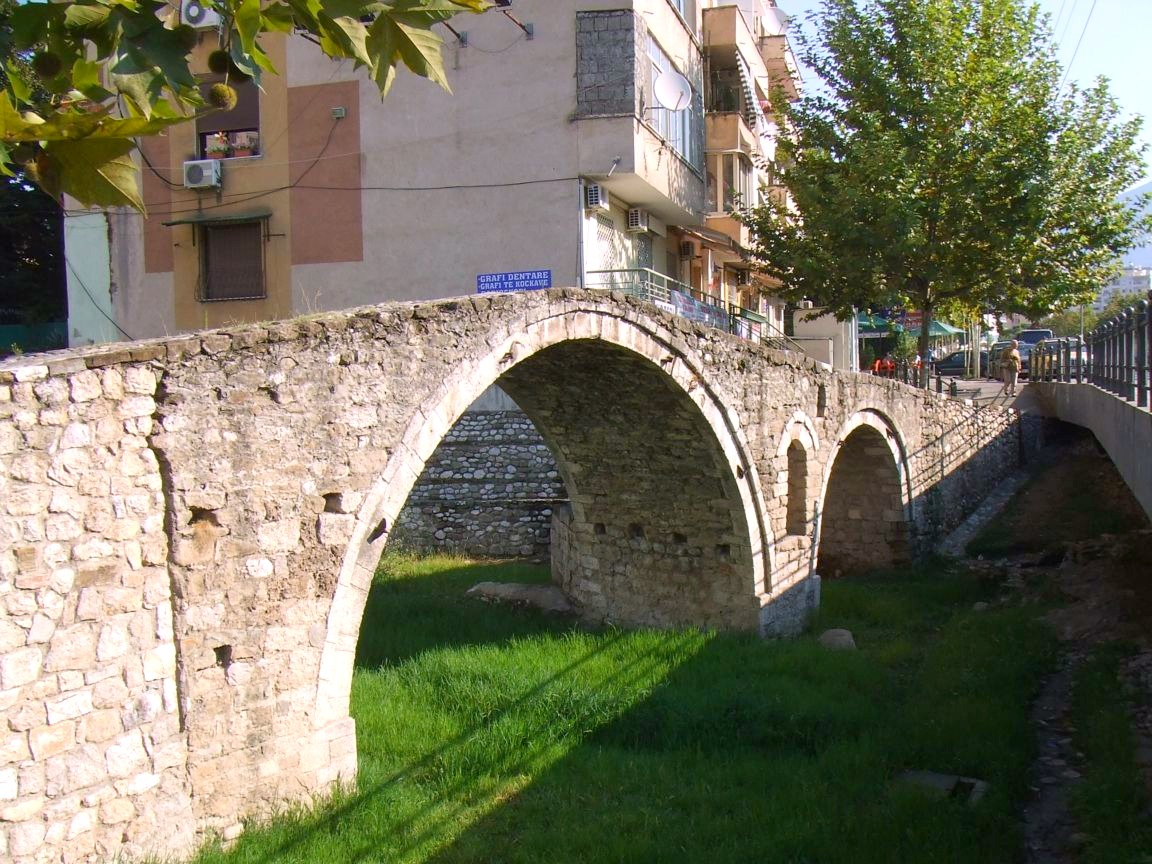
Il Ponte dei Conciatori
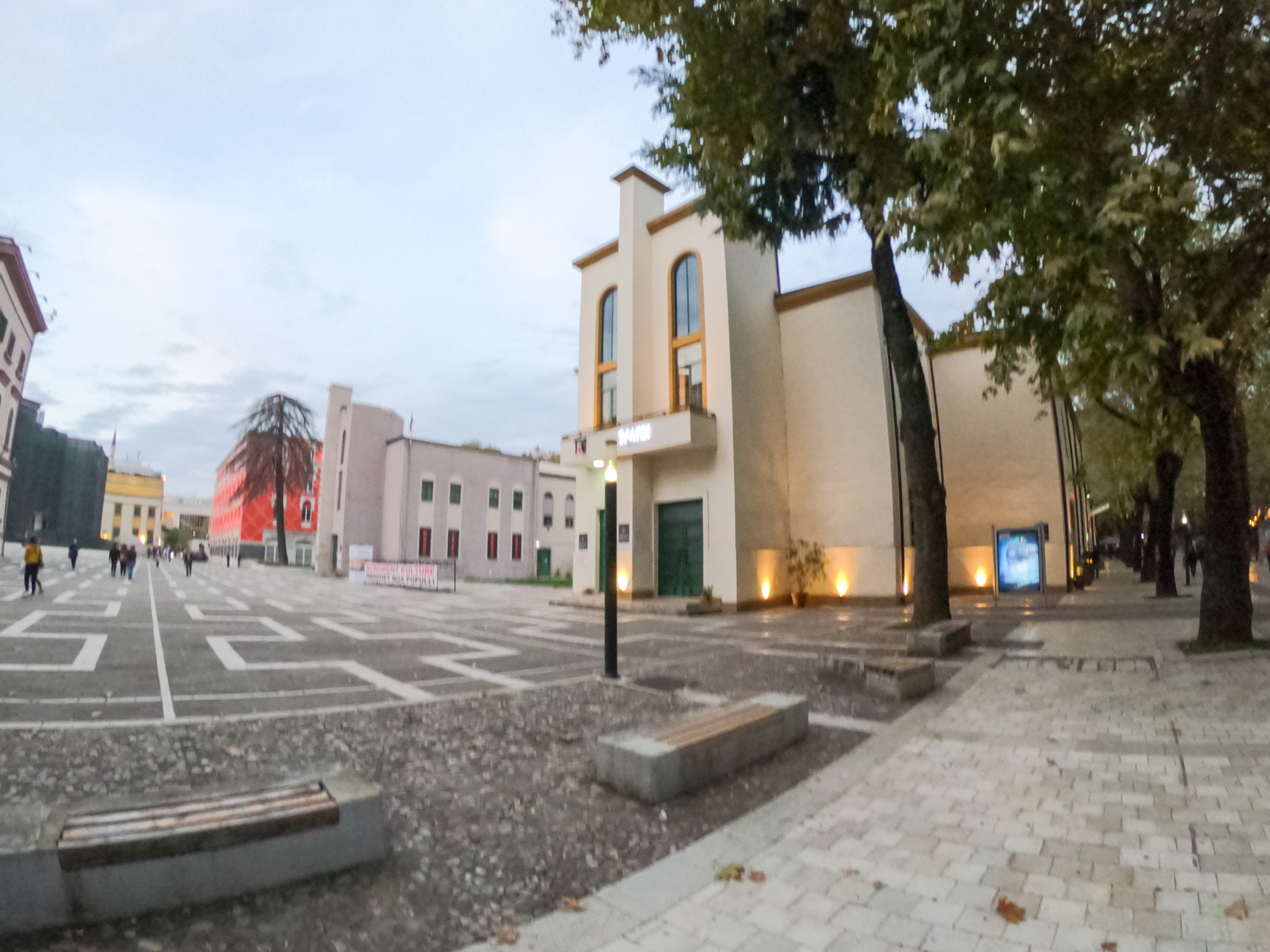
L'ex Teatro Nazionale d'Albania
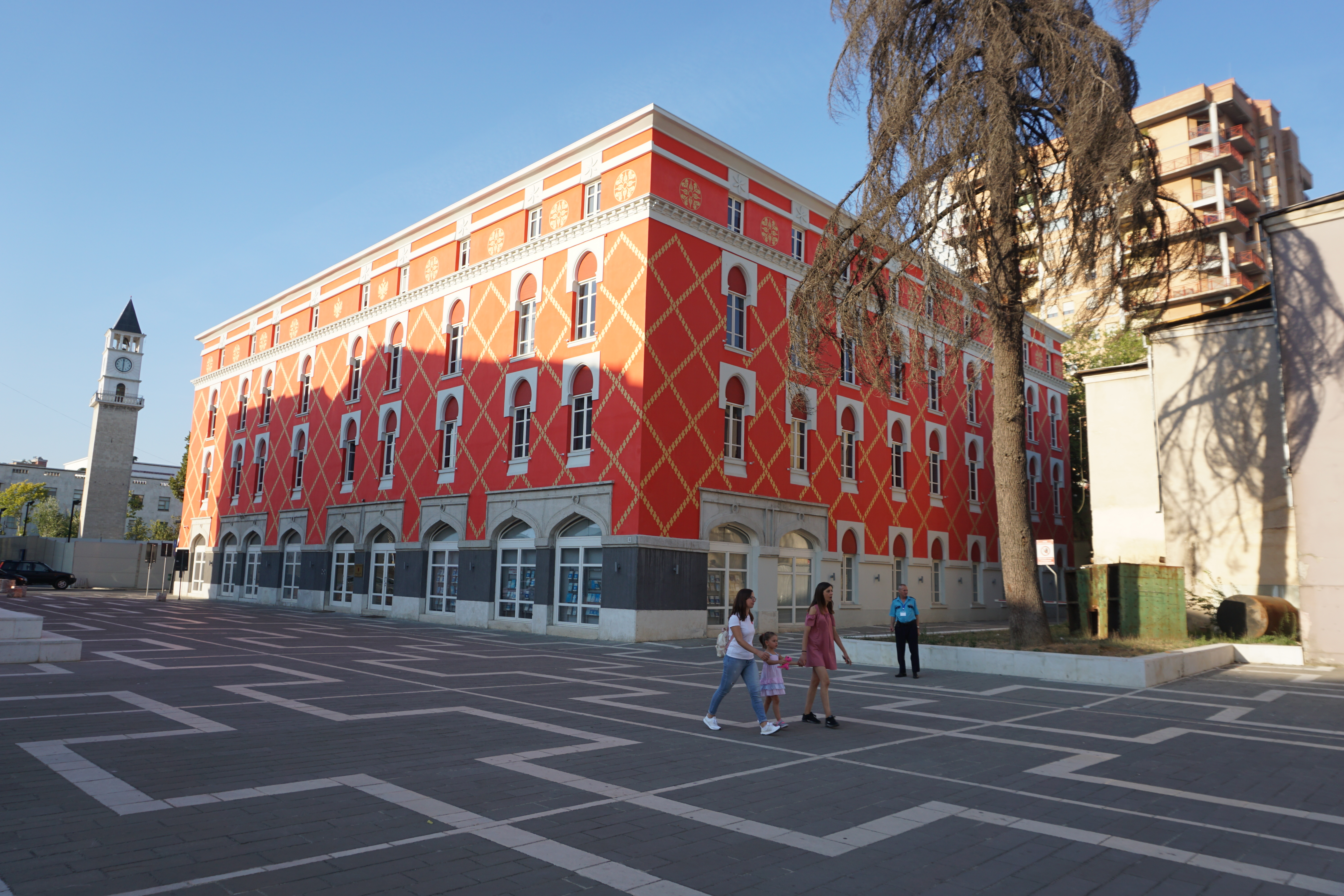
Sede ministeriale
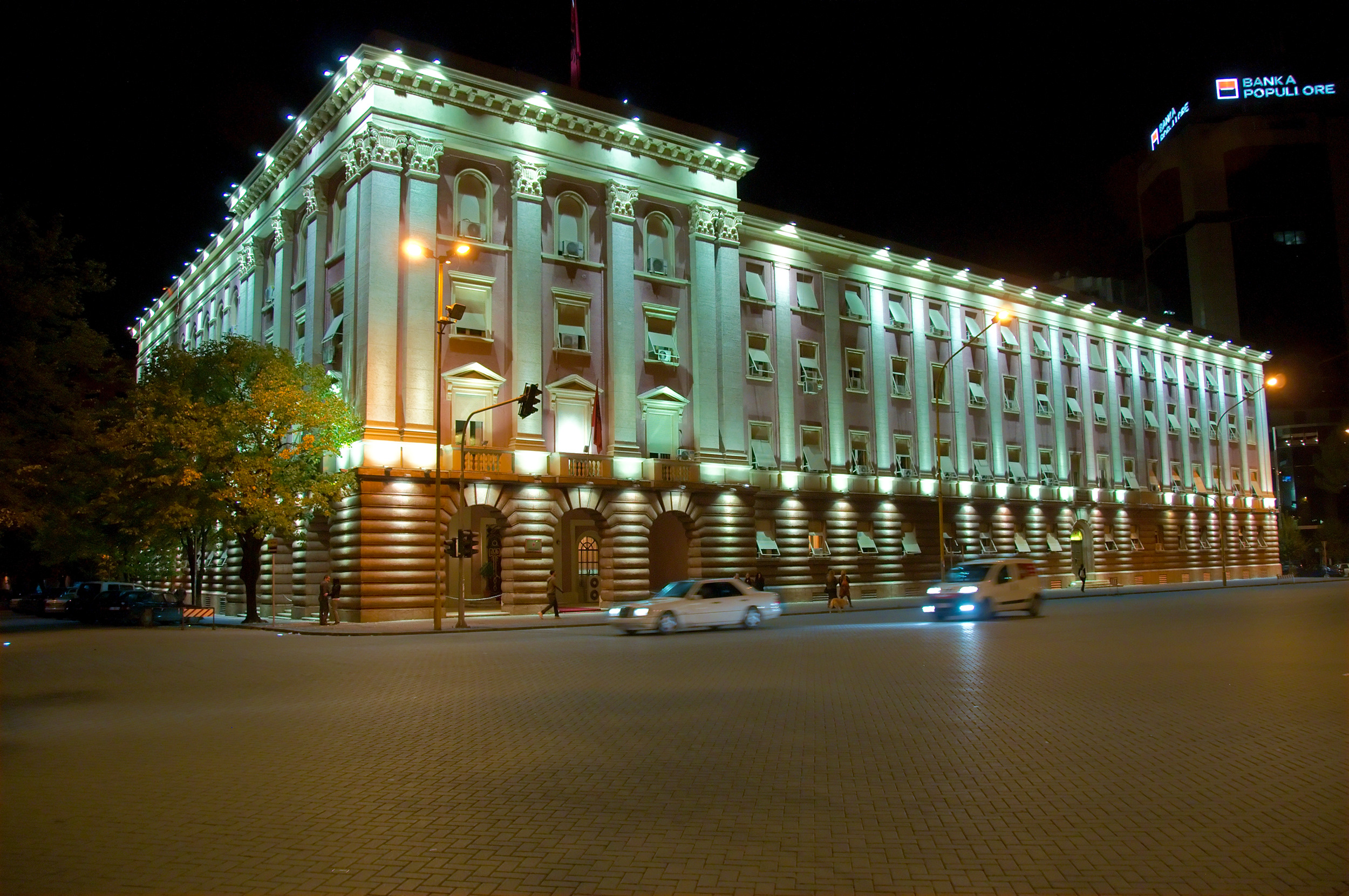
Sede del Parlamento albanese
La Piramide di Tirana
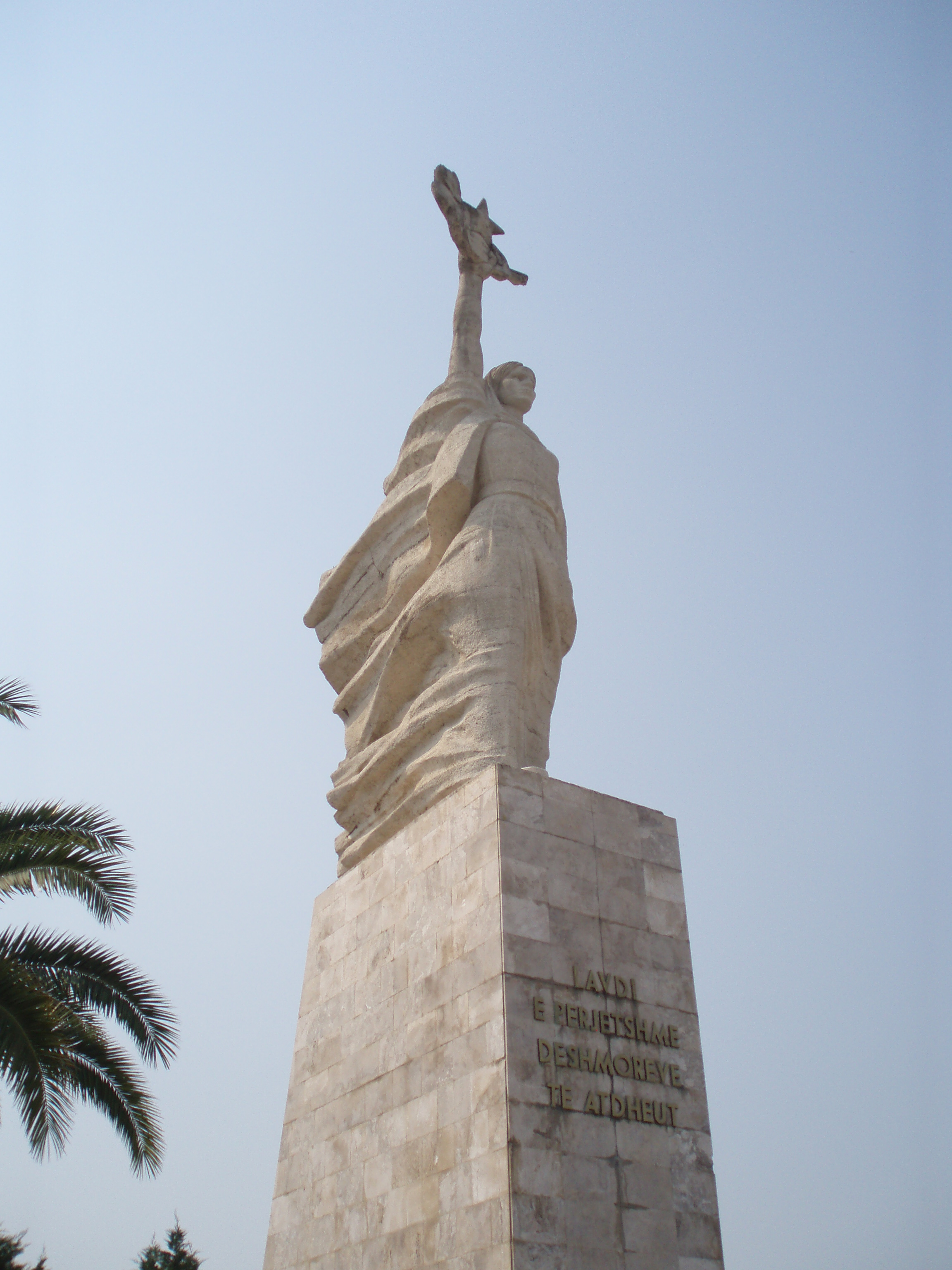
Monumento della "Madrepatria Albania"
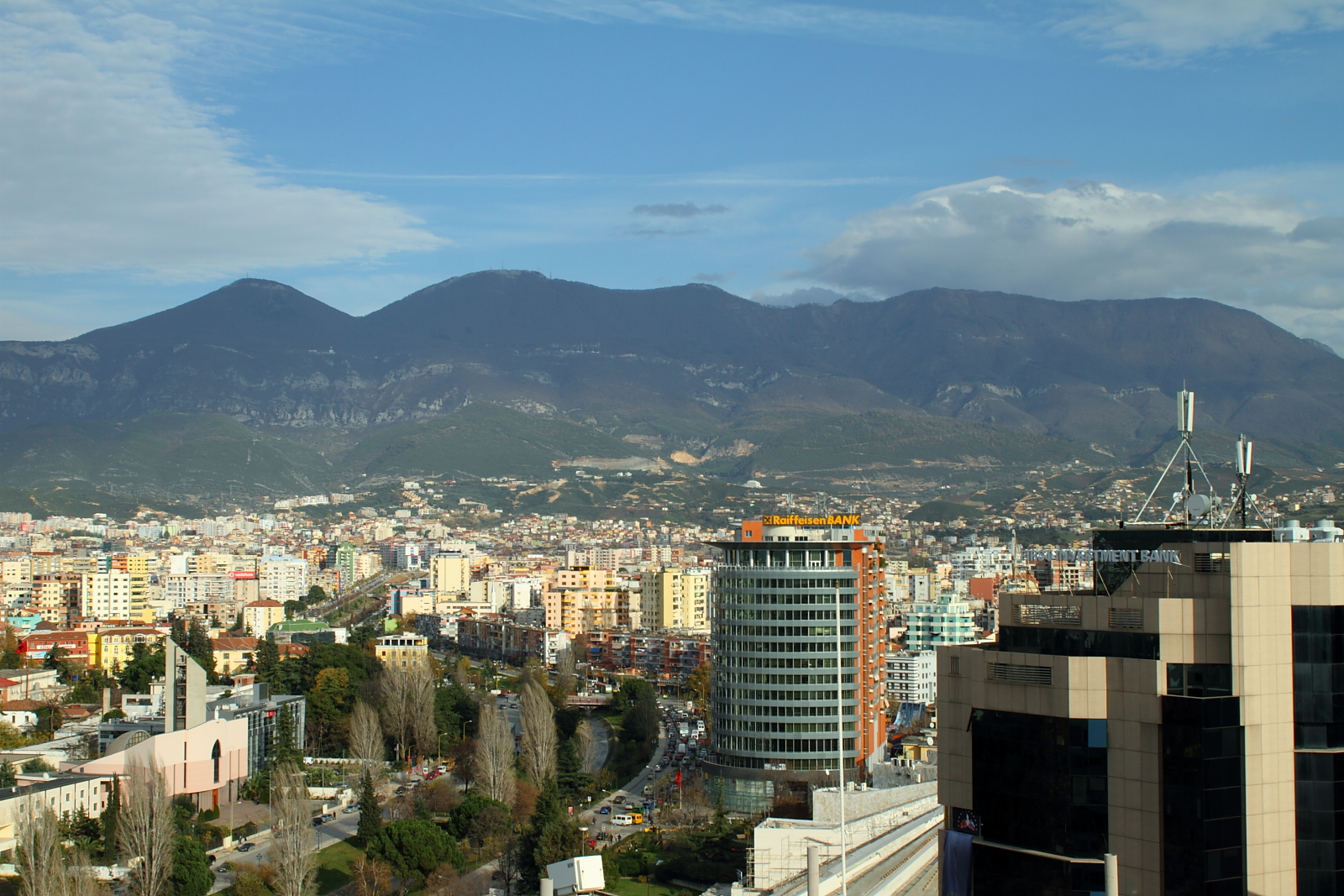
Panoramica delle montagne circostanti
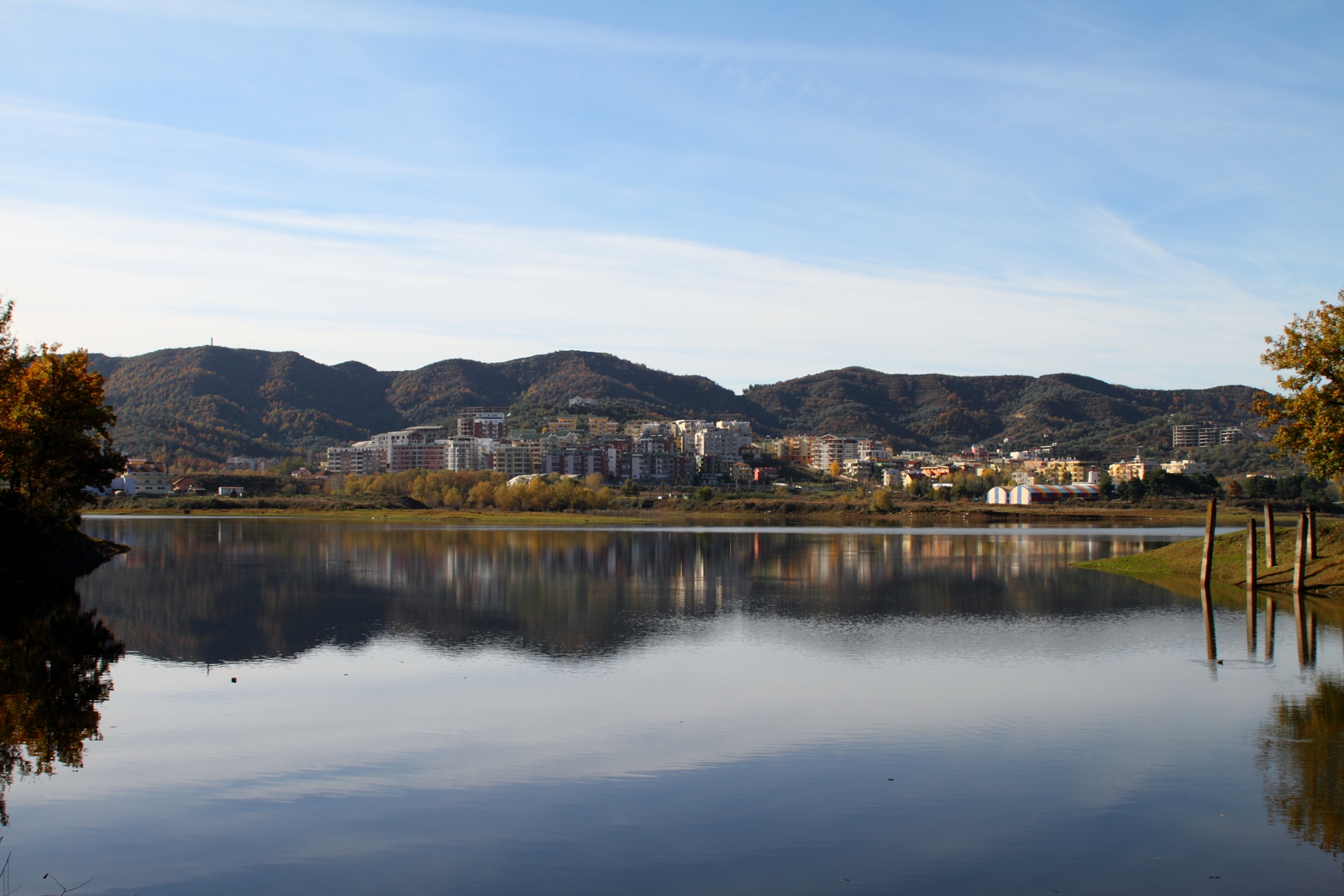
Il lago omonimo nei pressi della città